# ピリオ山
ピリオ山（ピリオさん、希: Πήλιο, 英: Mount Pelion）は、ギリシャ北部のテッサリア地方の南東部、マグニシア県にある山である。古典ギリシア語ではペーリオン山（Πήλιον, Pēlion）と発音し、日本語では長音を省略してペリオン山とも表記される。ピリオ山はギリシア神話における重要な土地の1つで、ケンタウロスの故郷であり、ケイロンの洞窟があるとされる。また英雄ペレウスとテティスの結婚式が行われた場所とされる。

## 地理

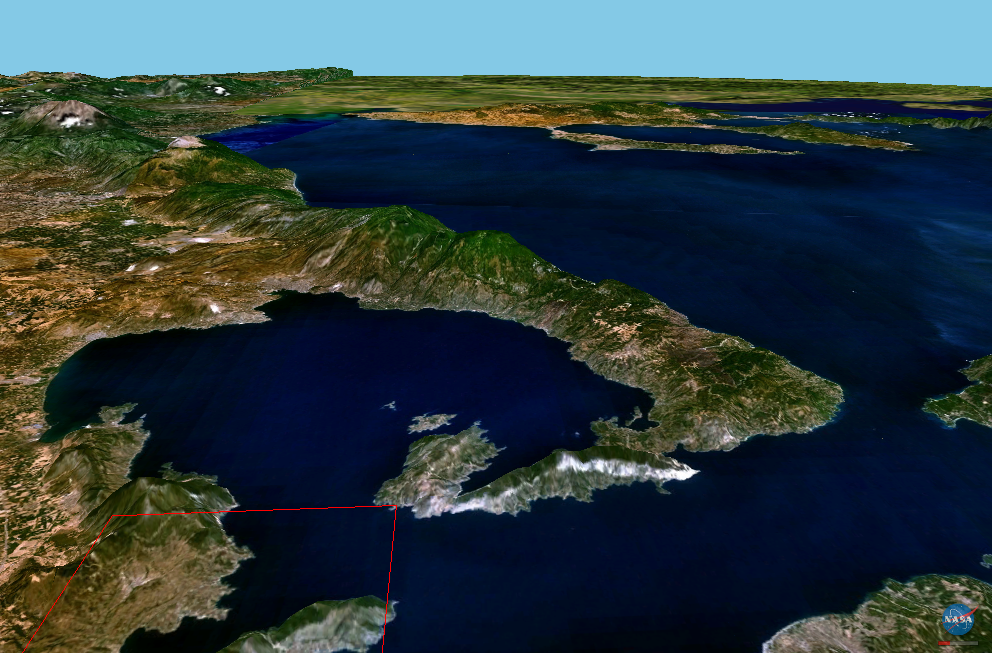
衛星から見たピリオ山によって形成される鉤状の半島。

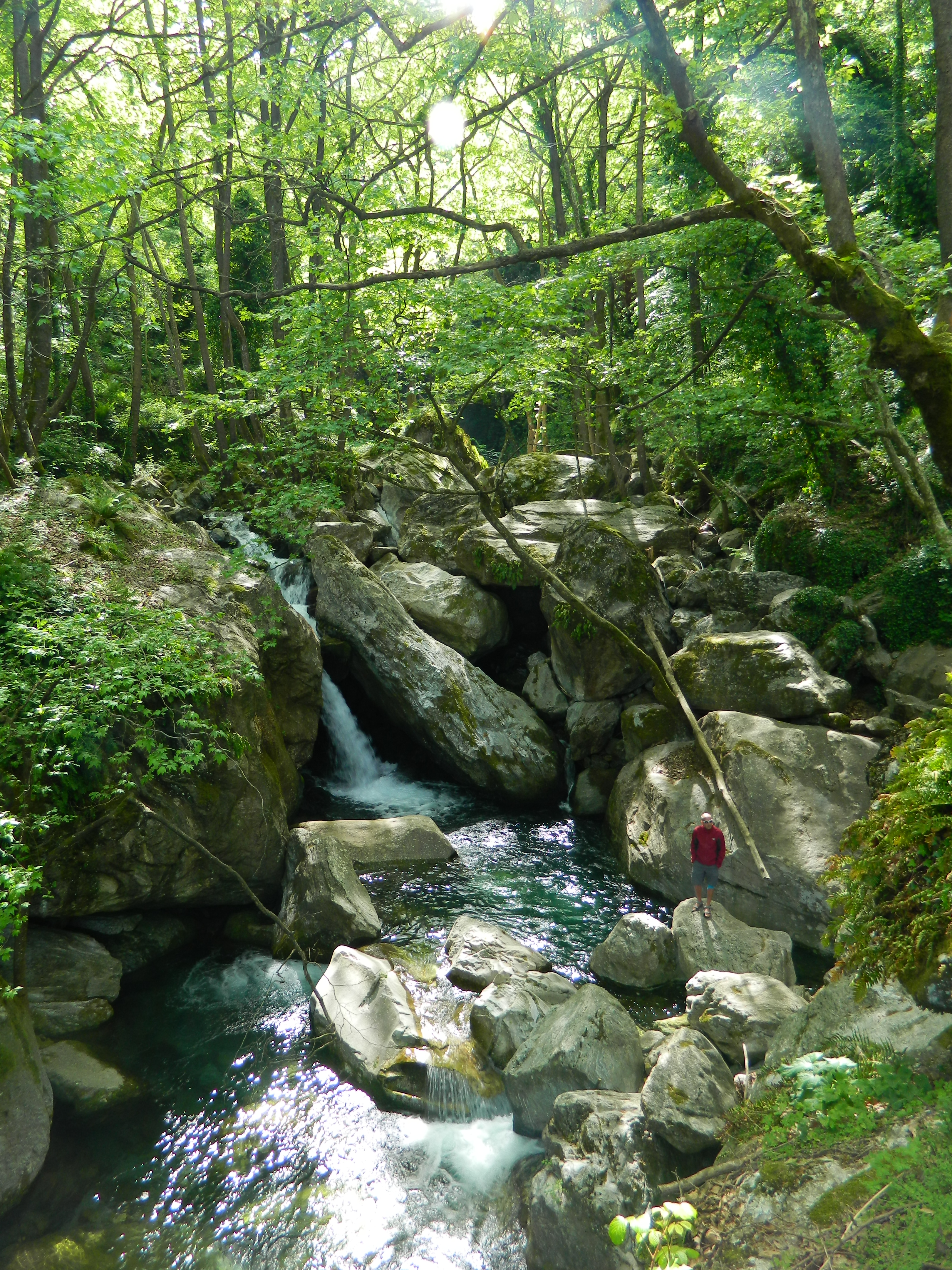
森と水と巨石のピリオ山。

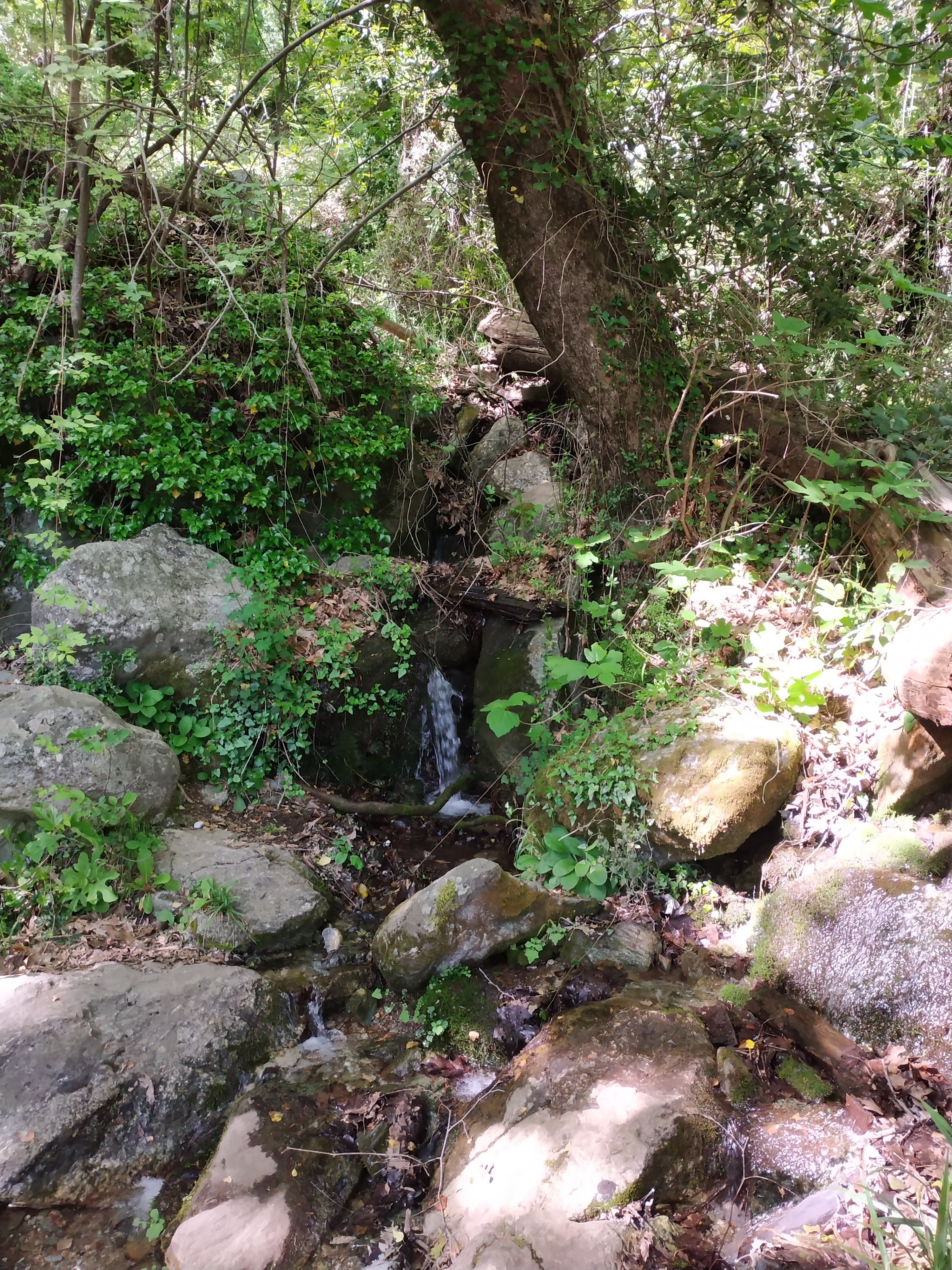
ピリオ山のリンゴの木。

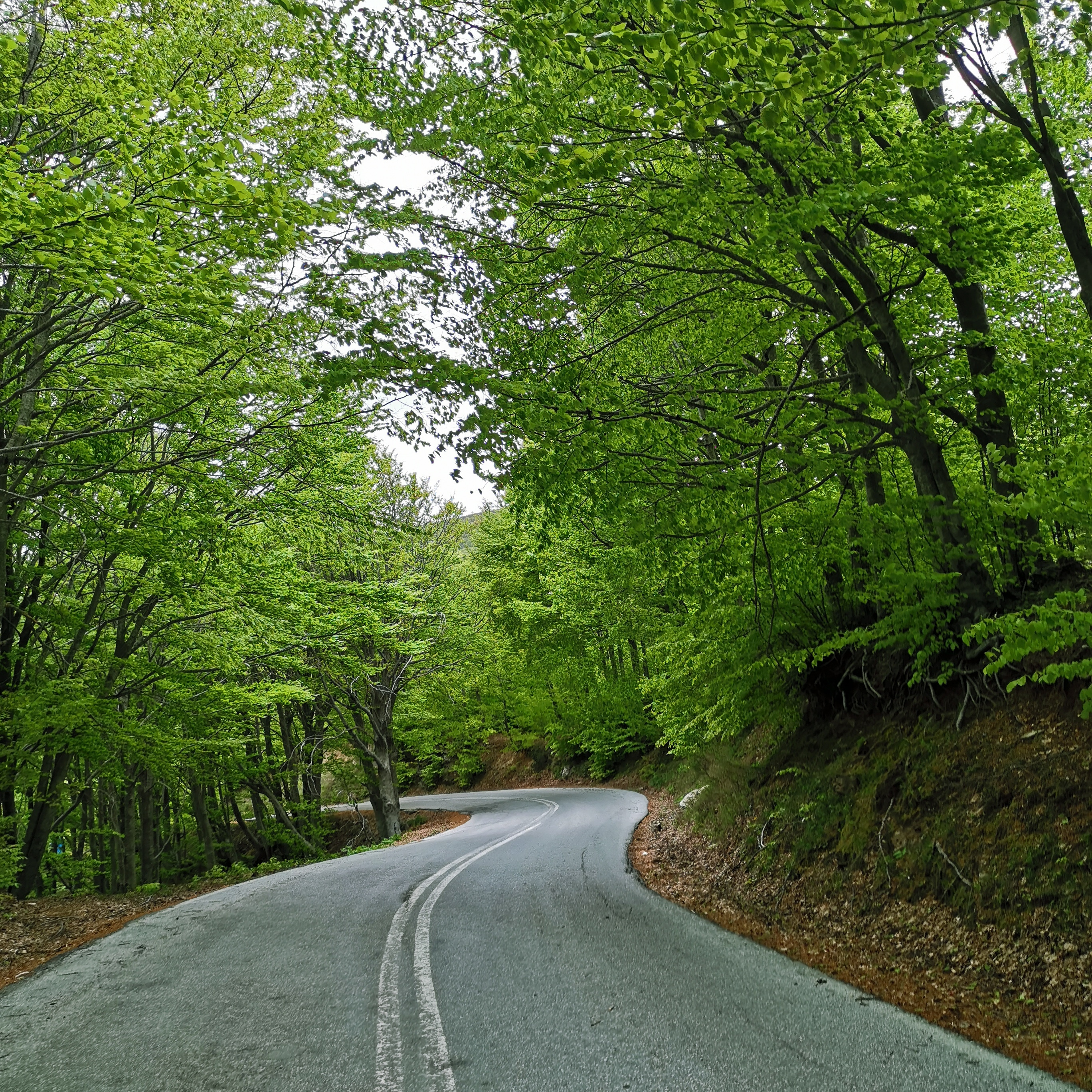
ピリオ山のブナ林。

ピリオ山は険しい峡谷のない滑らかで平坦な山で、海から急に立ち上がっている。山は北西から南東に伸び、長さは約44キロメートル、幅は南に10キロメートル、北に25キロメートルある。北西にオサ山とギリシャ最高峰のオリンボス山があり、南西にパガシティコス湾とエーゲ海の間に鉤状のマグニシア半島を形成し、マグニシア地方とエーゲ海の自然の境界をなしている。この特徴はピリオ山をギリシャでユニークな山にしている。ピリオ山の最高峰はプリアノス・スタヴロス（Pourianos Stavros）で、標高1,624メートル。ピリオ山からのパノラマは、マグニシア西部の渓谷、山々、オリンボス山、テッサリア平原とその近隣の山々、マブロヴォーニ山、エヴィア島、中央ギリシャ、スポラデス諸島北部の島々を眺めることができ、さらに大気の湿度に応じてアトス山を見ることができる。ピリオ山の境界はおよそ、南はネオコリ近くのプラタノレマ峡谷（Platanorema）、北はフラモウリ修道院の近くのカポレマ峡谷（Kaporema）にある。最高峰は山の北側にあるが、軍事施設が存在するため、訪れることはできない。

## 峰
ピリオ山の峰には最高峰の他に次のものがある。
- コトロニ（Κοτρώνι）：1,550メートル
- プリアシディ（Πλιασίδι）：1,547メートル
- アイドナキ（Αηδονάκι）：1,537メートル
- アグリオレフケス（Αγριόλευκες）：1,471メートル
- ドラマラ（Δραμάλα）：1,455メートル
- スキズラフリ（Σχιτζουραύλι）：1,450メートル
- ゴルゴタス（Γολγοθάς）：1,415メートル
- ラゴニカ（Λαγωνίκα）：1,300メートル

## 自然
ピリオ山は深い森に覆われており、主にブナ、オーク、カエデ、クリといった落葉樹と多年生植物からなる森があり、オリーブ、リンゴ、セイヨウナシ、プラタナスの木々が水場のある周辺一帯を囲んでいる。低地では東斜面にリンゴの果樹園があり、南にはオリーブの木立があり、非常に密集した低木（マキア）の植生がある。ピリオ山の特筆すべき特徴は、山の東斜面が低地テッサリアの平均値をはるかに超える非常に多くの降水量がある、その水文学的性質である。湧水が生まれにくい片岩が7割を占めるにもかかわらず、大きな断層の存在は重要な湧水の発生につながっている。現在、ピリオ山で知られている湧水は合計で70に達し、これらの中でカリアコウダ（Kaliakouda）とラゴニカ（Lagonika）の湧出は最も重要である。ピリオ山には一定の流れのある川はないが、ラゴニカ、カリアコウダ、ブリコナス（Vrychonas）、フェロウカ（Felouka）などの大きな峡谷は、冬と春にかなりの流れがあり、数十の小さな小川がある。

## 文化と経済
ピリオ山はギリシャで最も美しい山の1つであり、年間を通じて人気の観光名所となっている。ハイキングコースや石の小道は湧水に通じ、入り江と砂浜または小石の多いビーチは緑豊かな斜面に囲まれている。ピリオ山は泉、峡谷、小川、細流といった水場が豊富であり、小川の多くは石の水路床で村落とその果樹園に水を供給している。標高の高い場所では、スキー施設がクリスマスから復活祭まで営業するのに十分な降雪がある。ピリオ山の海岸はエーゲ海側、パガシティコス湾いずれも澄んだ青い海で有名であり、多くの海岸がブルーフラッグを授与されている。そのため多くの観光客が、冬は美しい山と新鮮な空気、雪、スキー、自然、夏は水泳、ビーチでのラケット、ウォータースポーツ、ハイキングなどを目的にピリオ山を訪れている。またピリオ山はあらゆる種類のアクティビティだけでなく、オールタナティブツーリズムやアグリツーリズムにも適している。

### 郷土料理

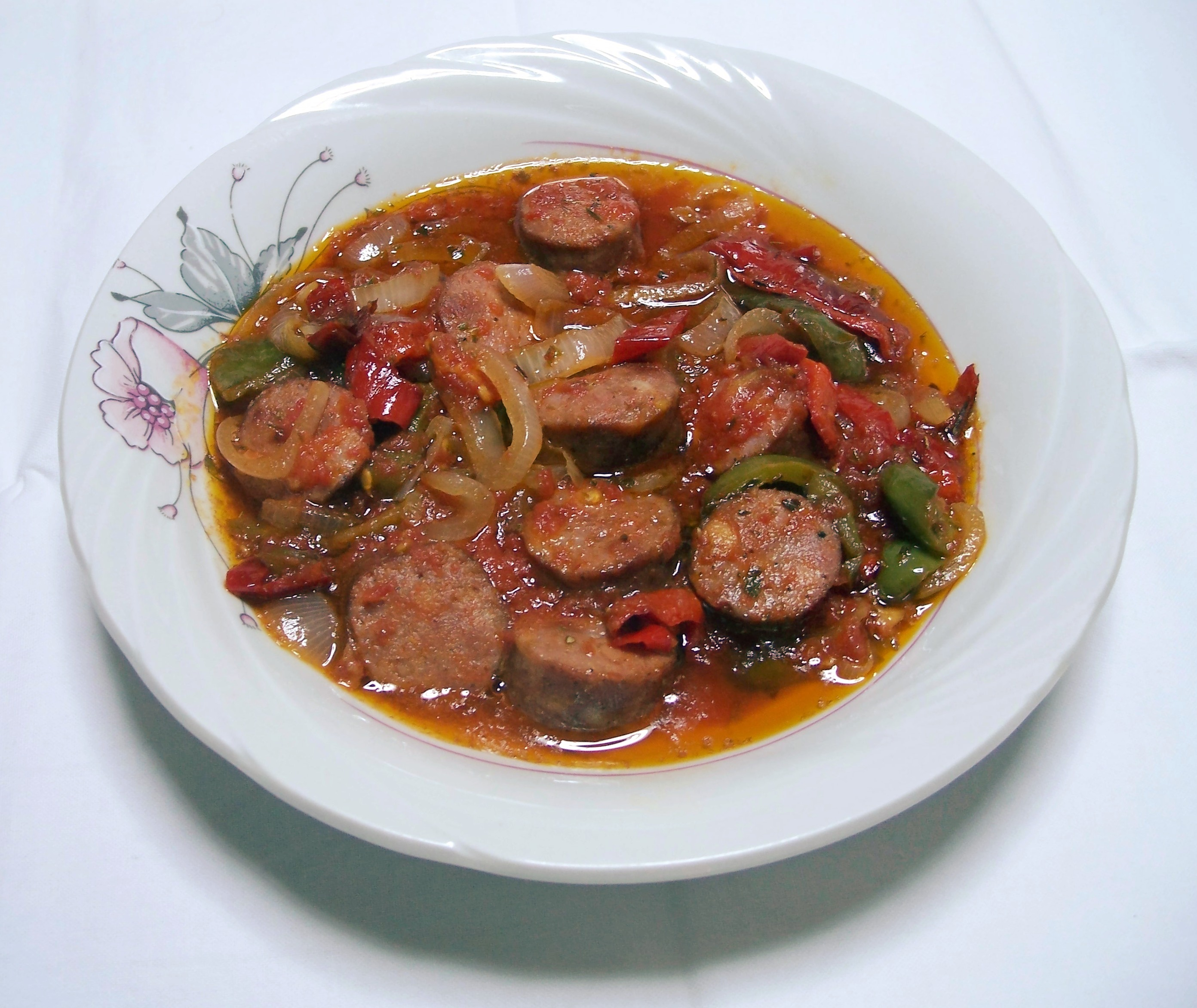
スペツォファイ。

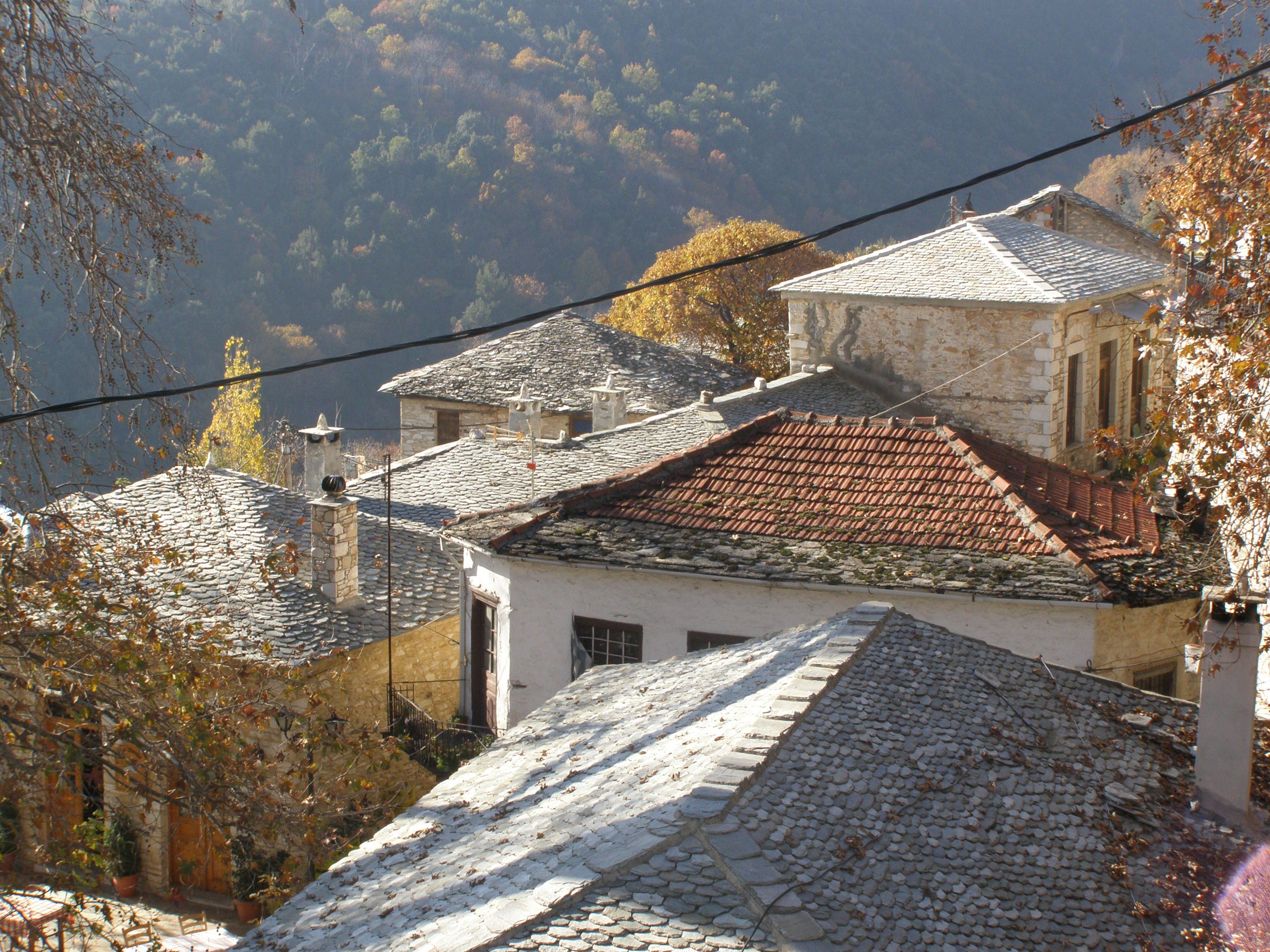
石板を用いて屋根を葺いたピリオ山の民家。

ピリオ料理はシャルキュトリーを専門としている。最も有名な料理はスライスした豚肉のソーセージで作るシチューのスペツォファイ（spendzofáï）で、ピーマンと赤唐辛子、場合によってはエシャロットまたは小さな玉ねぎ、季節によってナスあるいはトマトを追加して煮込む。

### 農業
ピリオ山は果樹園の果物でも有名で、主にリンゴ、ナシ、モモ、レモンのほか、アーモンド、クリ、クルミなどのナッツ類、オリーブおよびオリーブオイル、タイムなどが栽培されている。特産のフィリキ（firíki）はもともとエジプトの非常に小さなリンゴの品種で、楕円形で香りがよく、シャキシャキとした歯ごたえとわずかな酸味があり、冷蔵せずに長期間保存できる。プラム、特にミラベルやグリーンゲージの幅広い栽培も行われている。一方、ペストリー、パスタの一種ヒロピテス、トラハナ、ブランデーの一種ツィプロ、蜂蜜、ローヤルゼリーなどの製品は小規模な生産者や協同組合によって生産されている。
ピリオ山は年間を通じて様々な祭が催され、特産品ごとに祝祭が行われる。ピリオ山の村落には、多くの協同組合、特に伝統的な自家製品を生産する女性の農業協同組合がある。

### 建築
現代のピリオ山の24の村落は伝統的なピリオ地方の建築と構造を保持しており、石造りの建築物は地元の灰色、青、または緑の石板と赤い粘土で作られている。山の斜面のテラスに建てられたこれらの家々は、周囲の斜面と海に彩られた見通しのよい景観を眺めることができる。通常、家屋はピリオ地方特有の出窓構造を持つ多層建てを特徴とし、高い窓とふんだんな塗装装飾が施されている。この地域では住居は伝統的に3階建てで、1階は作業場（工具、キッチン、保管、洗濯、機織り）、中層階に共有の部屋、最上階は個室（寝室）に使われる。熱は暖炉によって提供され、煙突は壁を通り抜けて上層階に熱を供給するが、その一方で最上階は換気がよく、夏のあいだも涼しい。内部構造には通常クリの木材が使用され、暗褐色に染色され、しばしば精巧に彫刻されている。より大きなピリオ風の邸宅（アルコンティカ arkhontiká または「堂々とした邸宅」）の多くは、ブティックホテルやホステルに改装された。石造りの建物の中で最大のものはピリオ風の塔（Pelion Tower）である。 これらは17世紀、18世紀、19世紀のピリオ山の建築要素を組み合わせた、優れた視覚的特徴を備えた300年前の巨大な建物である。

## 神話
ギリシア神話では、ピリオ山（アキレウスの父であるプティア王ペレウスの名前はピリオ山と関係があるとされる）は、半身半馬の怪物ケンタウロスの故郷であった。またケイロンはピリオ山の洞窟（キロニオン）に住み、アスクレピオス、アリスタイオス、アクタイオン、イアソン、ディオスクロイ、テセウス、ヘラクレス、オデュッセウス、アキレウスなど多くの英雄を養育し、あるいは教師となって教えた。
アルゴナウタイを率いたイアソンは、生まれたばかりの頃に両親によってケイロンに預けられ、ピリオ山で育てられた。イアソンがイオルコス王ペリアスの命によって金羊毛を探す冒険に出ることになったとき、ピリオ山はアルゴー船を建設するために大量の木材を提供した。
アルゴナウタイの1人であるペレウスはピリオ山と密接に結びついた英雄である。神話によると、ピリオ山で剣を失ったペレウスはケンタウロスに捕えられたが、ケイロンに助け出された。その後、ペレウスはケイロンから助言を受けて女神であるテティスと結婚した。2人の結婚式はピリオ山で執り行われ、ケイロンはペレウスにトネリコの槍を贈った。いくつかの伝承によると、ペレウスは系譜的により密接にピリオ山と結びつけられている。それらによるとペレウスはケイロンの孫にあたり、テティスはケイロンの娘であるという。女神エリスは結婚の祝宴に招かれなかったことへの復讐をするために、「最も美しい」と刻まれた黄金の林檎を投げ入れた。その後、3人の女神ヘラ、アフロディテ、アテナの間で起こった論争は、トロイア戦争の原因となるヘレネ誘拐をもたらした。
『オデュッセイア』によると、神々に戦いを挑んだポセイドンの双子の巨人アロアダイはオリンボス山の上にオサ山とピリオ山を積み上げて天に登ろうとしたが、アポロンによって討ち取られた。

## 現代史

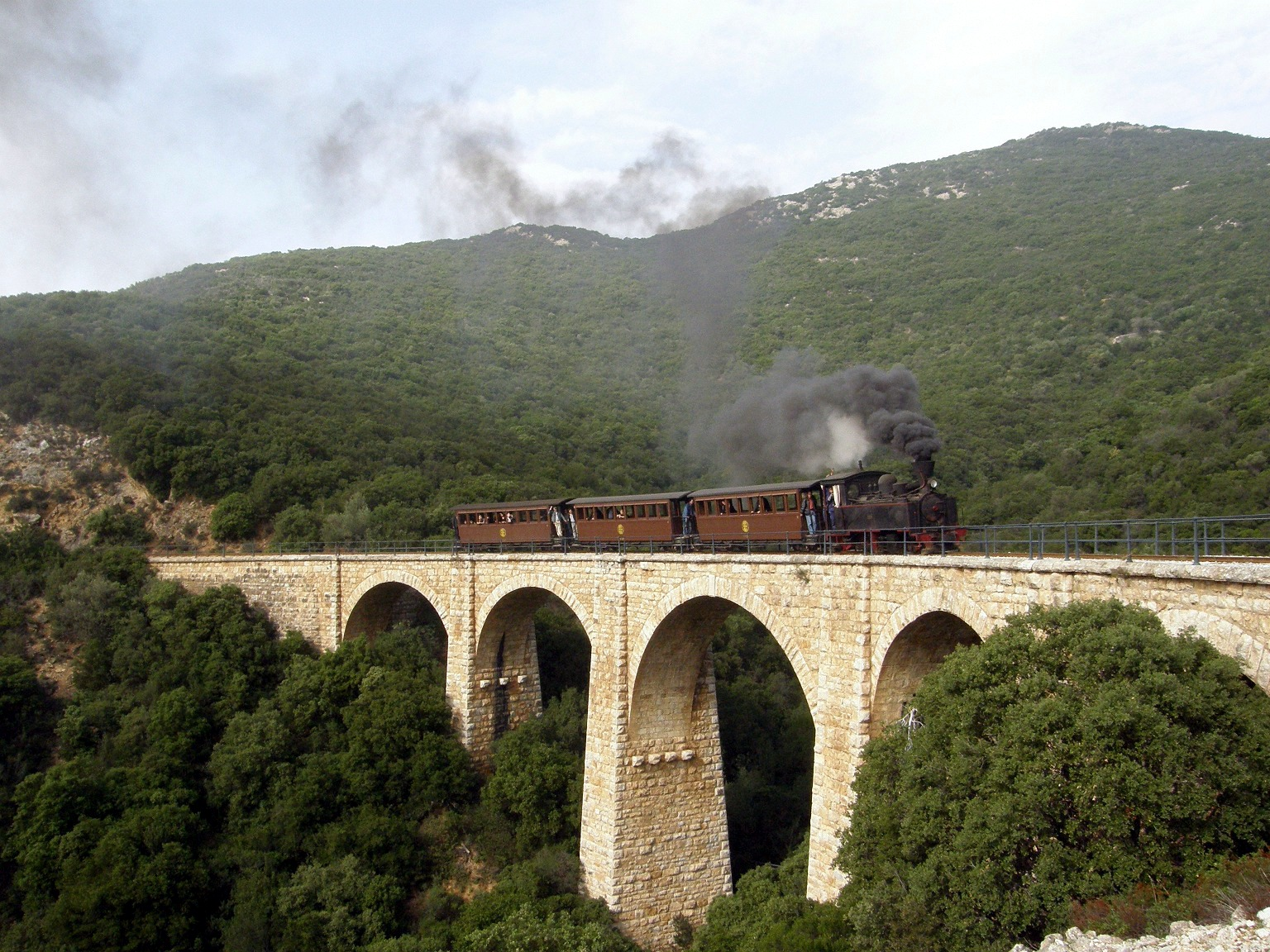
ピリオ鉄道。

この地域で最初の本格的な公共投資は1892年から1903年に創設されたピリオ鉄道である。第二次世界大戦中の1943年12月18日、ナチス・ドイツ軍はピリオ山の村落ドラキアの住民118人を虐殺した。1950年代になって電気、ラジオ、自動車が最初に導入されたが、マグニシア県の県都ヴォロスではそれより以前からこれらのユーティリティを持っていた。テレビの到来は1970年代と1980年代であり、インターネットは1990年代後半に現れた。
2007年6月26日、ピリオ山脈の北部は森林火災に見舞われた（2007年ギリシャ山林火災を参照）。シキ（Siki）で始まったこの火災によって、主に山の中央部の森林に被害が出た。火災は数日間続いたのち、7月1日に鎮火した。いくつかの村落は被害を受けたが、8月下旬の時点ですでに森の自然再生が注目されている。

## 通信
ピリオ山にはANT1、メガ・チャンネル、ギリシャ国営放送、スター・チャンネル、アルター・チャンネル、テッサリア・ラジオ・テレビジョンなどを含むラジオ・テレビの、ギリシャ国営ラジオ、ANT1 FMなどのラジオの通信塔がある。

## 文学への影響
ウィリアム・シェイクスピアは『ウィンザーの陽気な妻たち』第2幕1場で、登場人物の1人であるペイジ夫人にピリオ山について言及させている。すなわち「私はむしろ巨人であり、ペリオン山の下に横たわっていました」。アメリカ文学を代表する作家の1人ハーマン・メルヴィルは『ピエール、あるいは曖昧なるもの』25巻でピリオ山の神話のイメージを使用している。

## ギャラリー

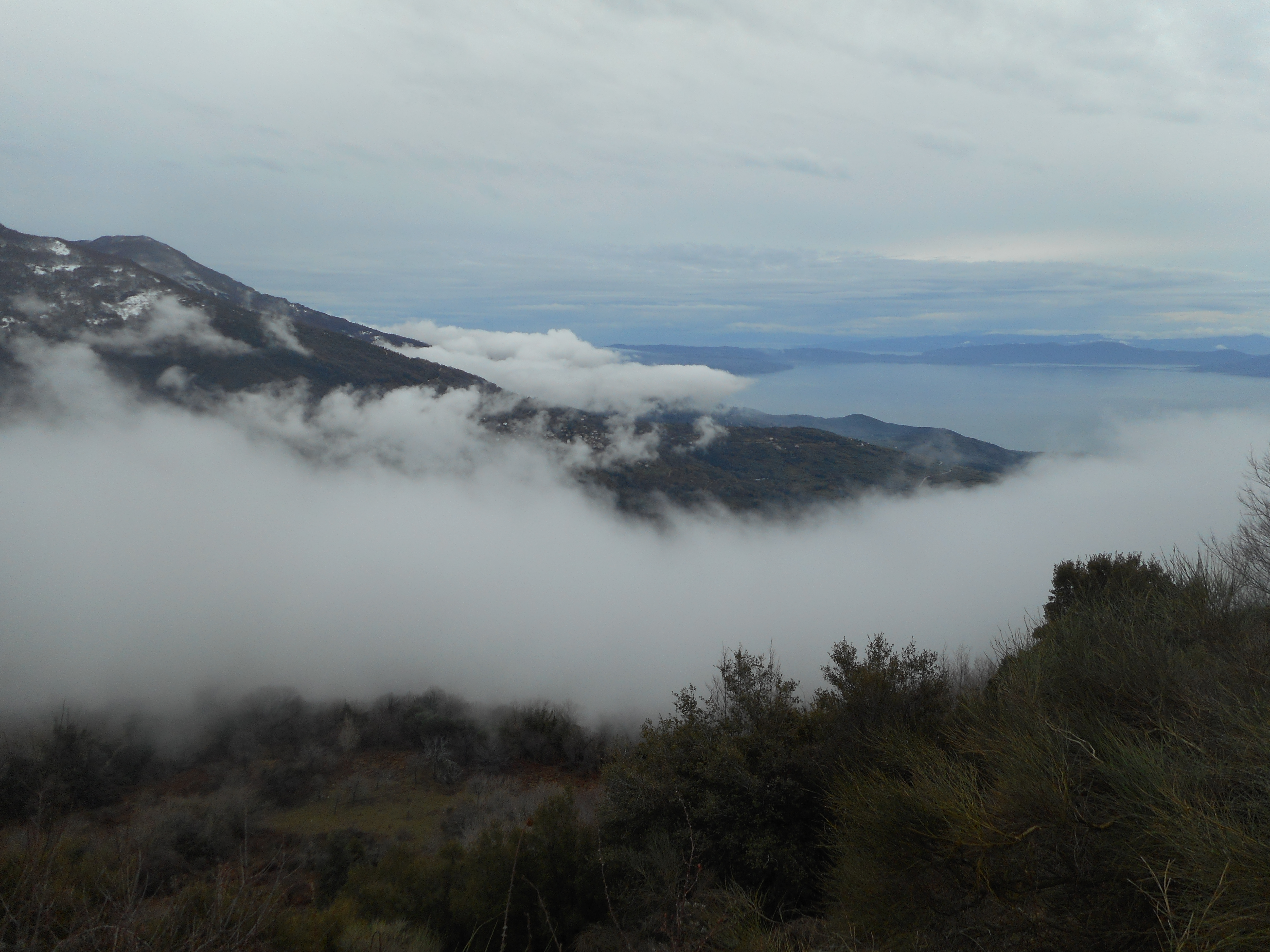
ピリオ山
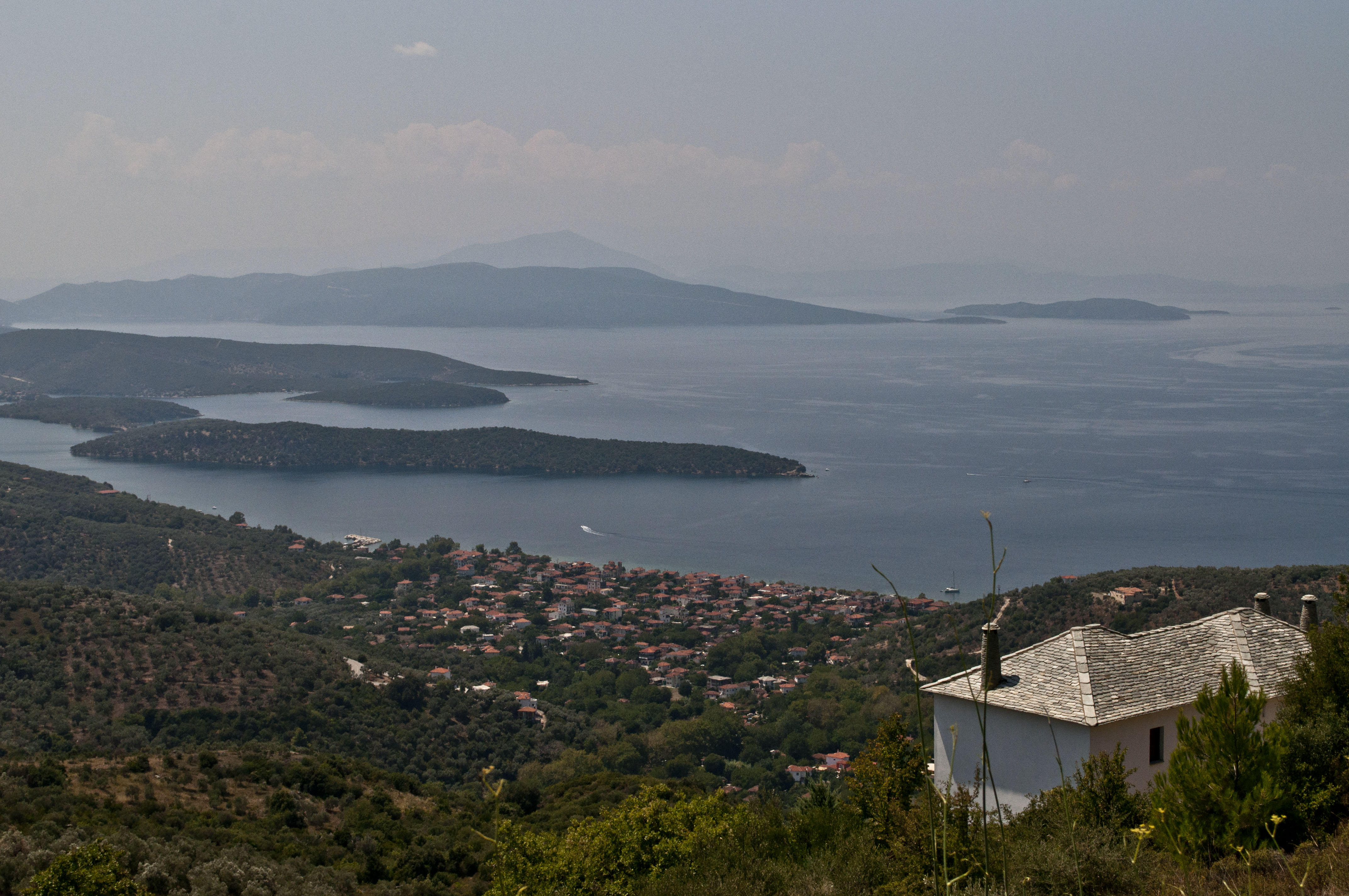
ピリオ山から見たパガシティコス湾
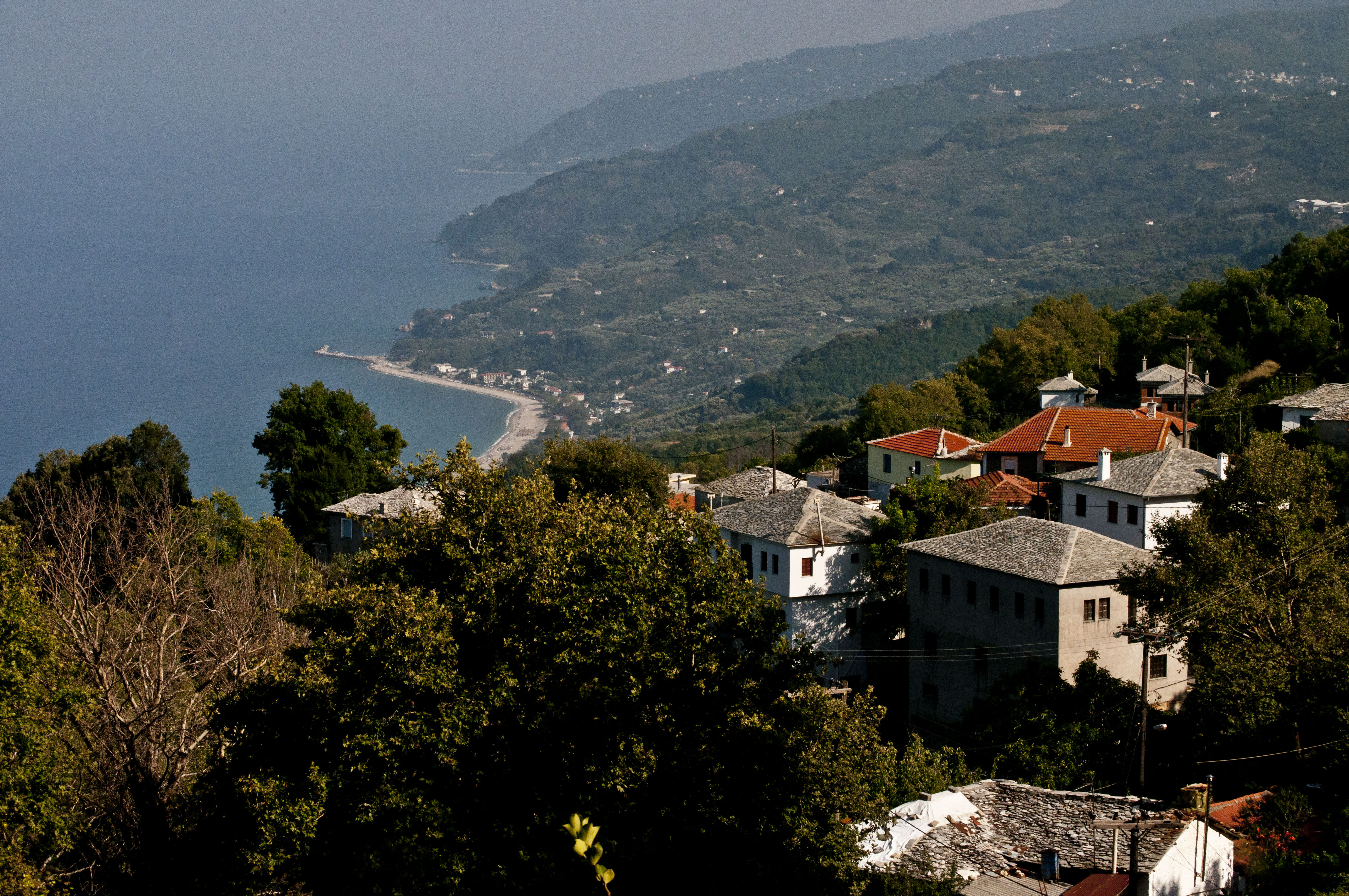
ピリオ山のプリ村
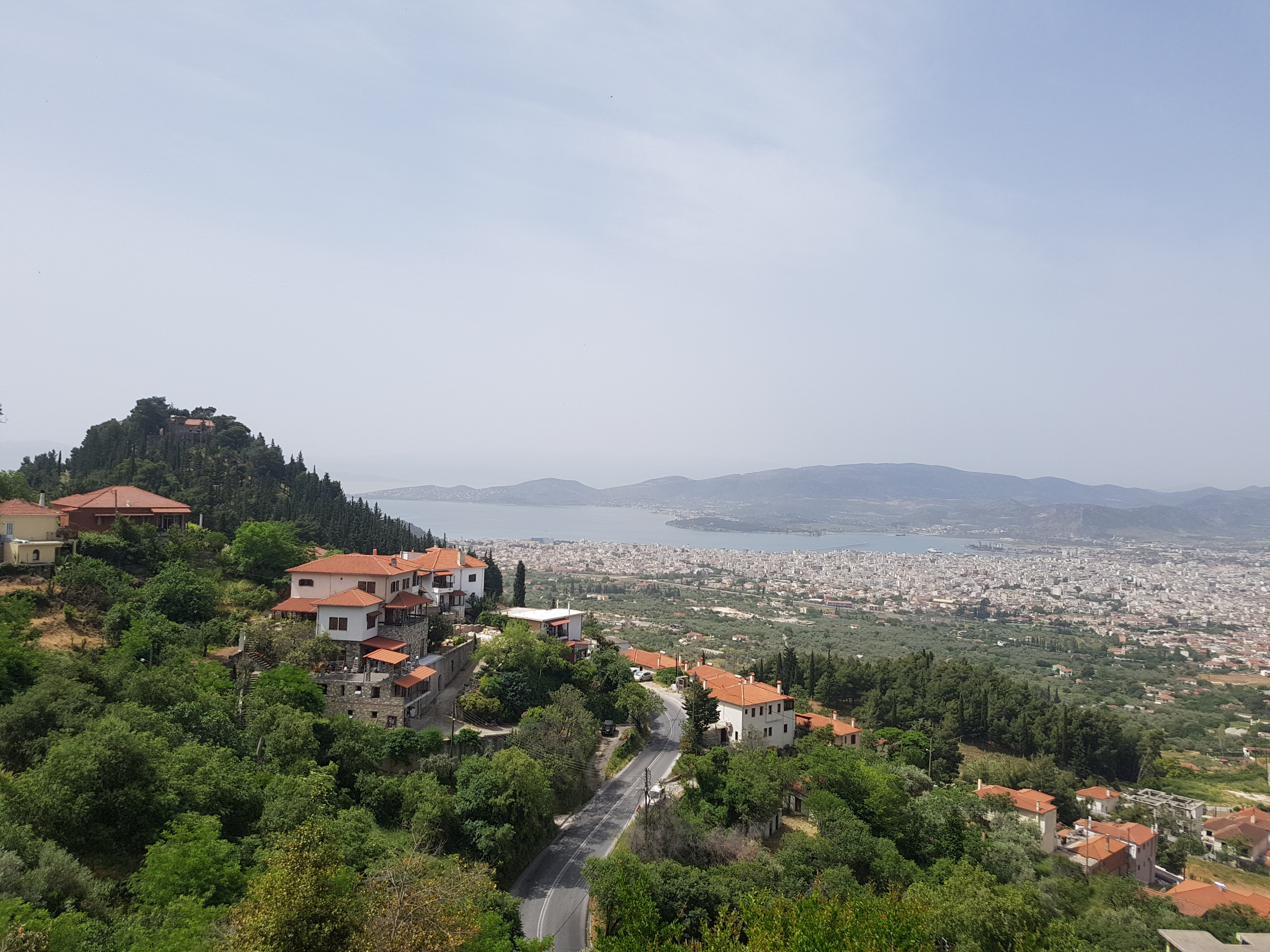
ピリオ山から見た県都ヴォロス
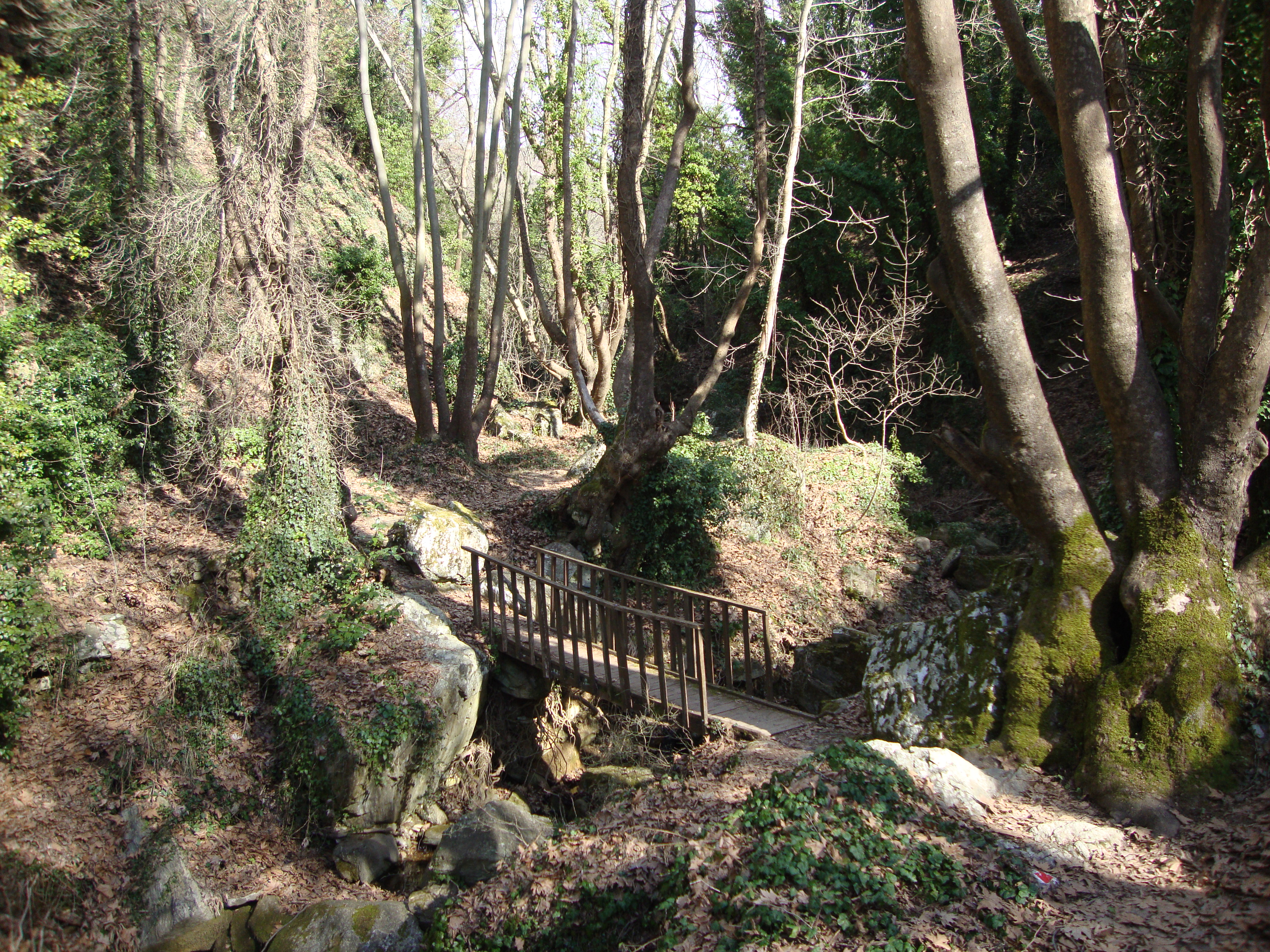
ケンタウロスのトレイルと呼ばれるピリオ山の自然遊歩道
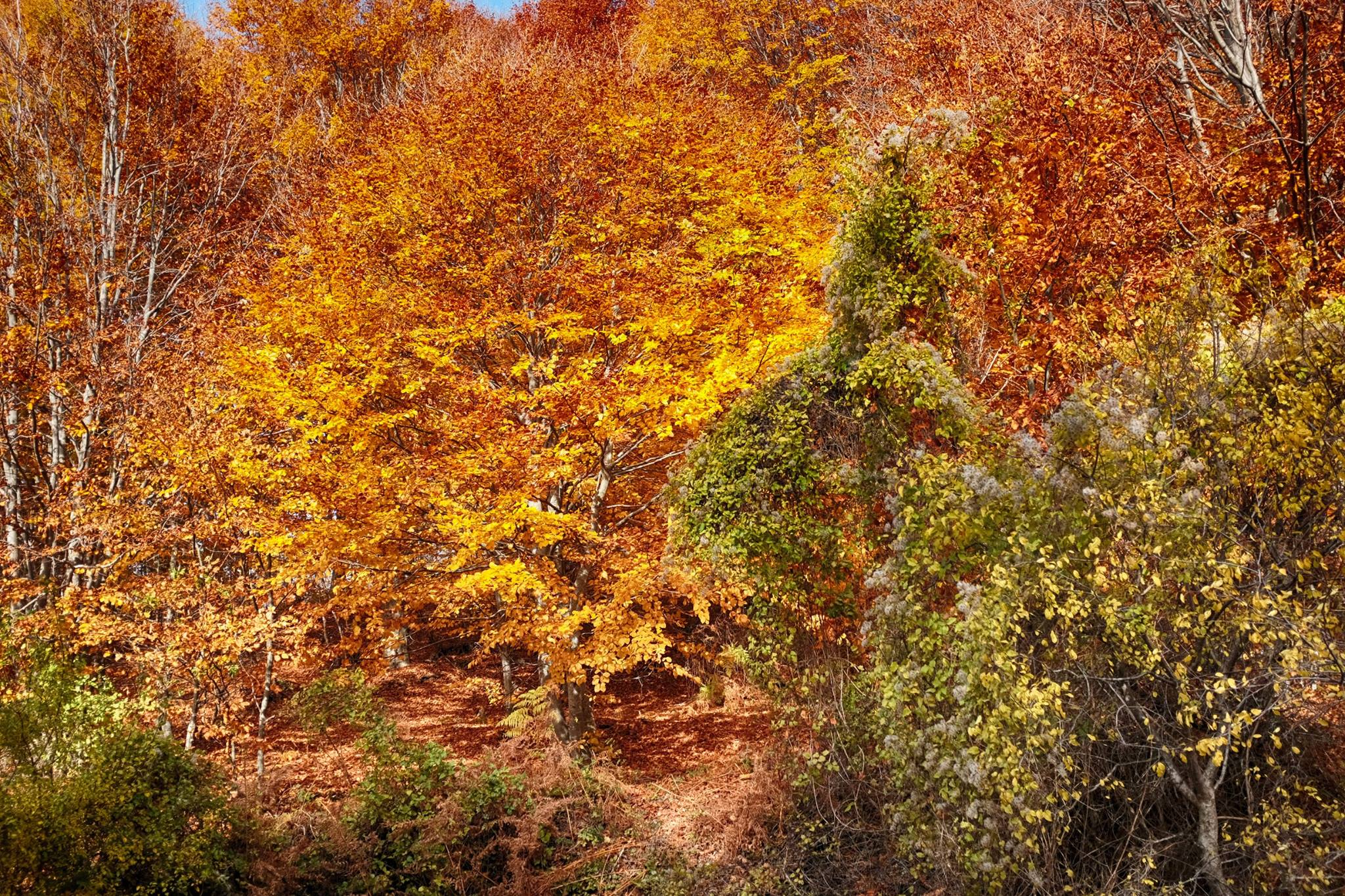
秋のピリオ山
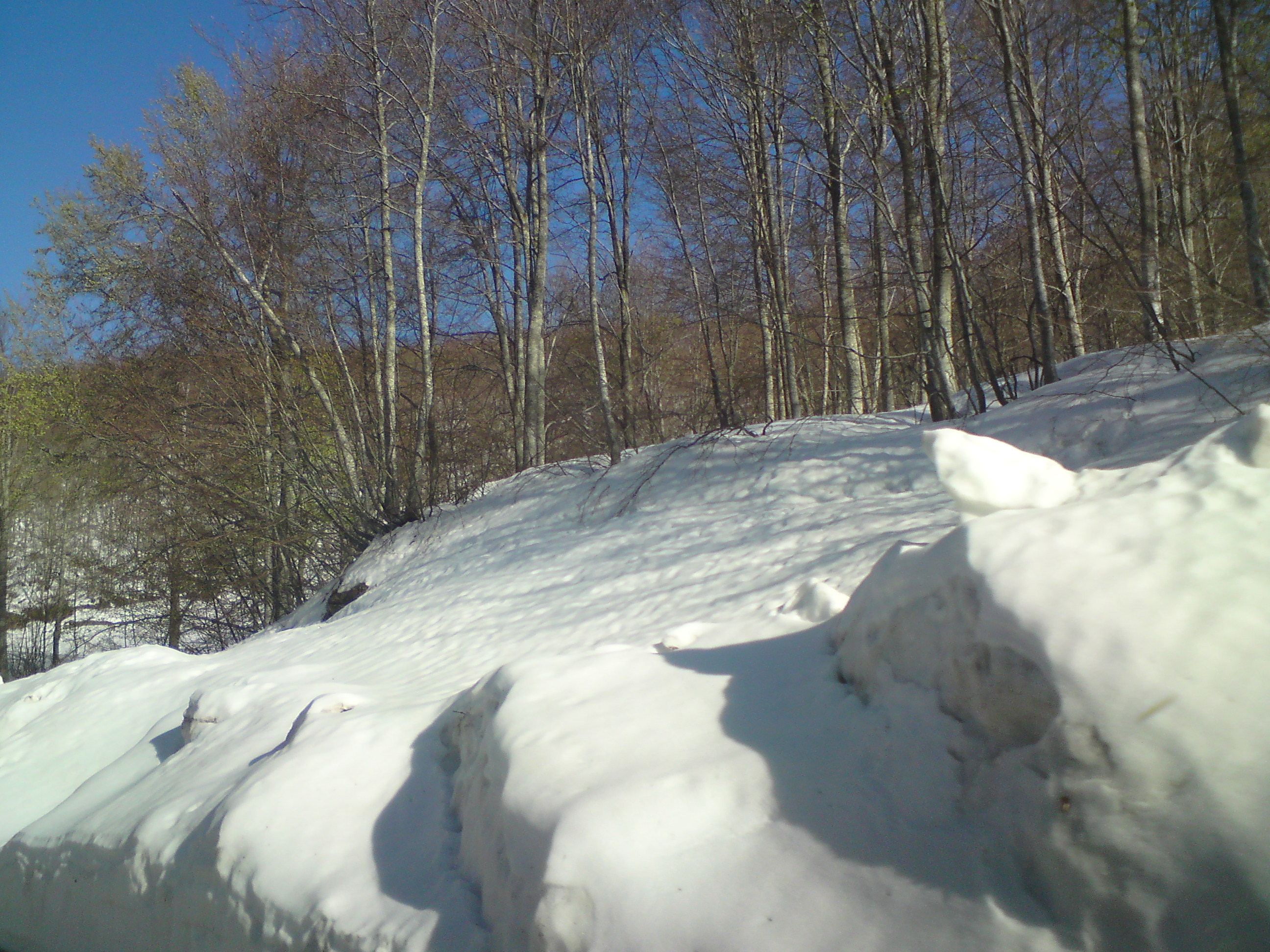
雪のピリニ山
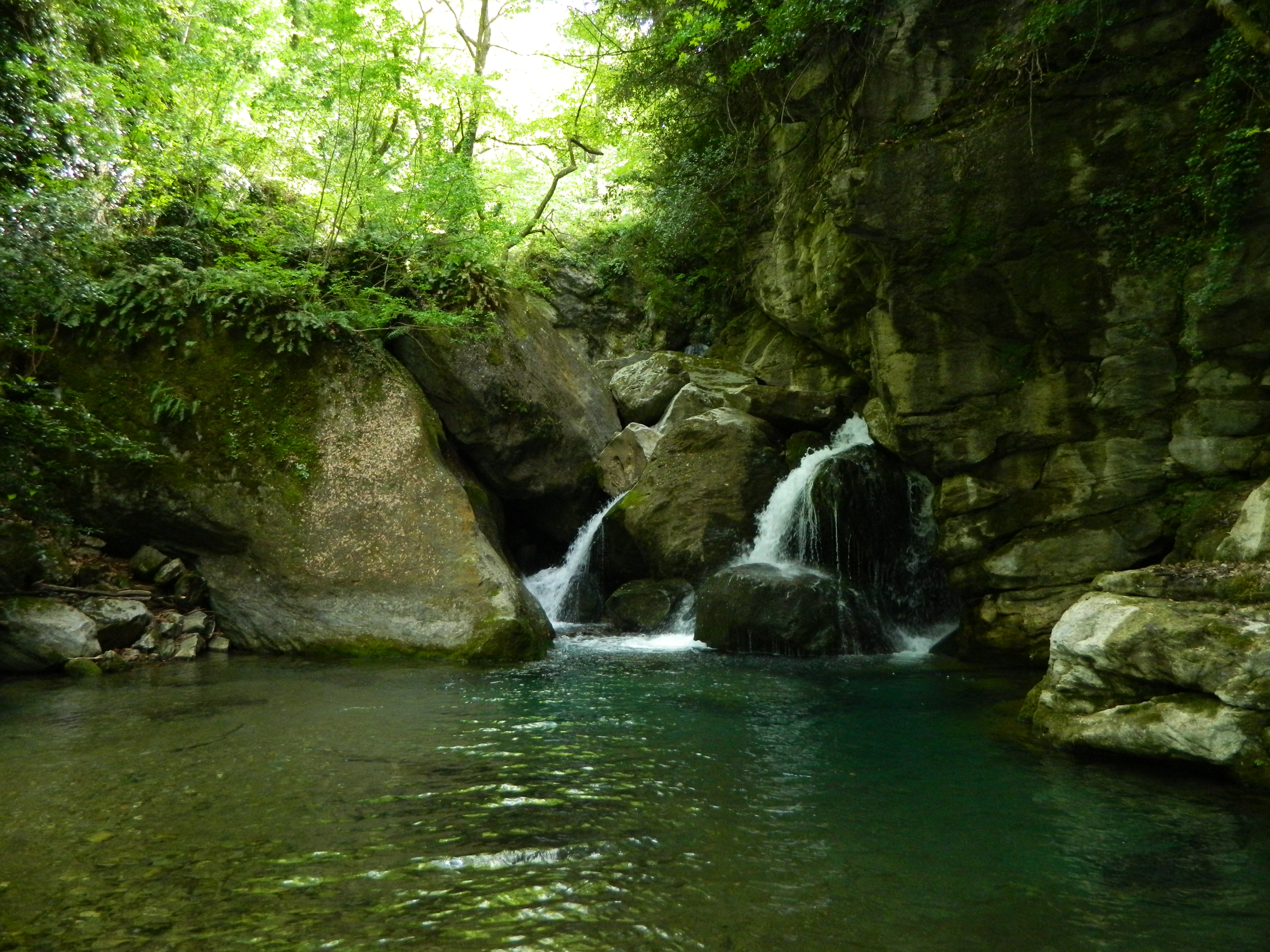
森に覆われたピリオ山
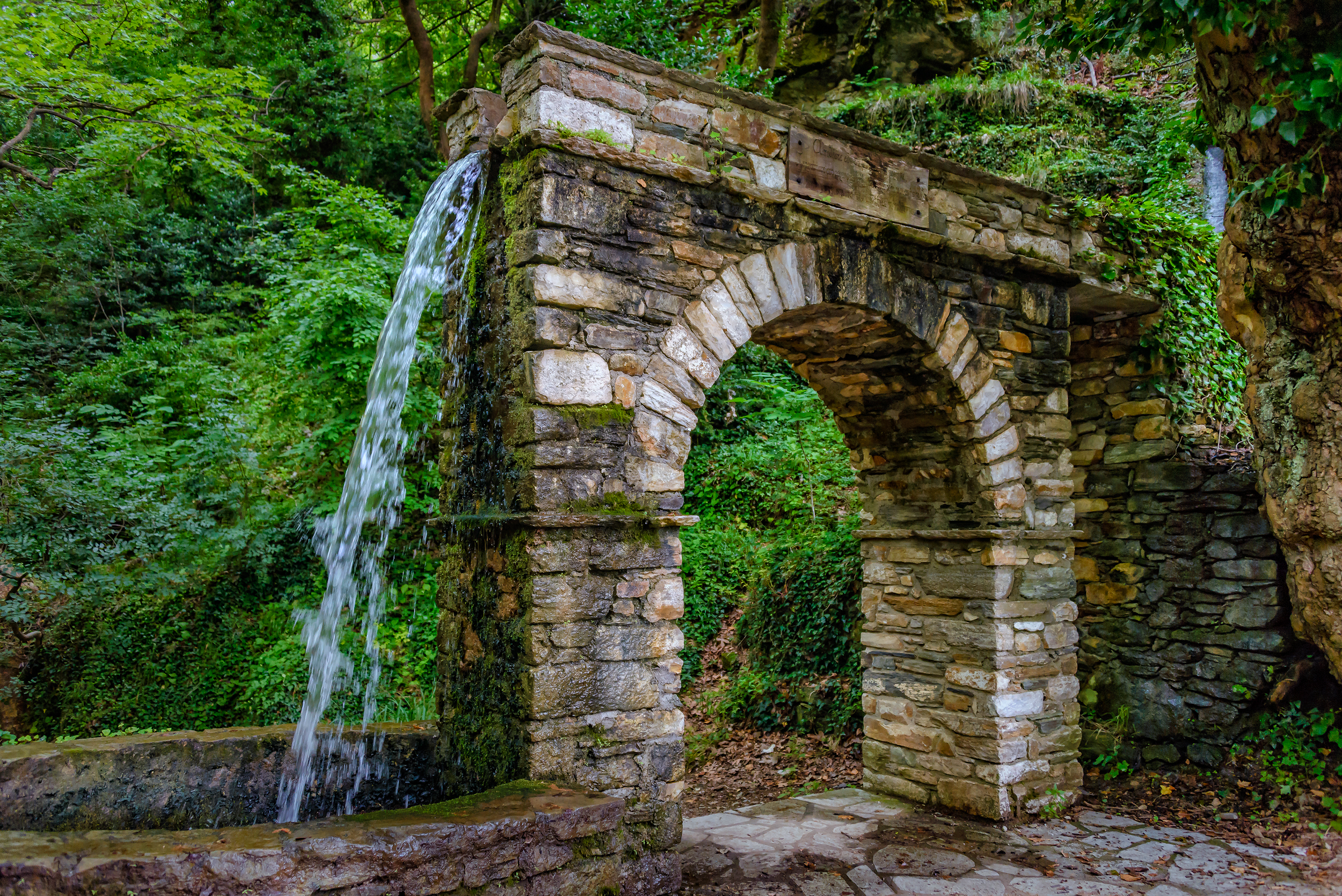
ツァグカラダ（英語版）。ピリオ山の水を運ぶ水路
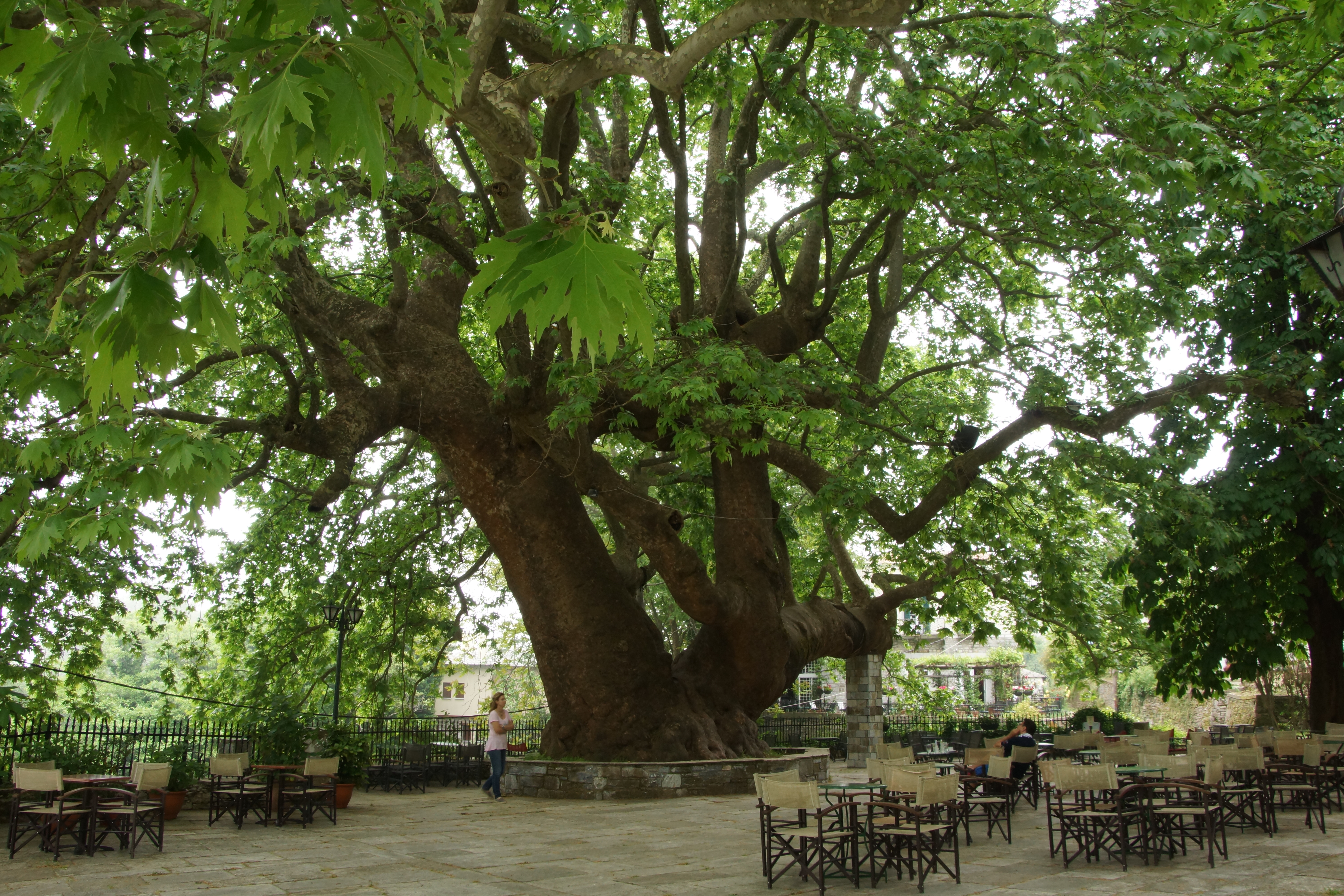
ツァグカラダ。村落ではしばしばプラタナスの巨木が見られる
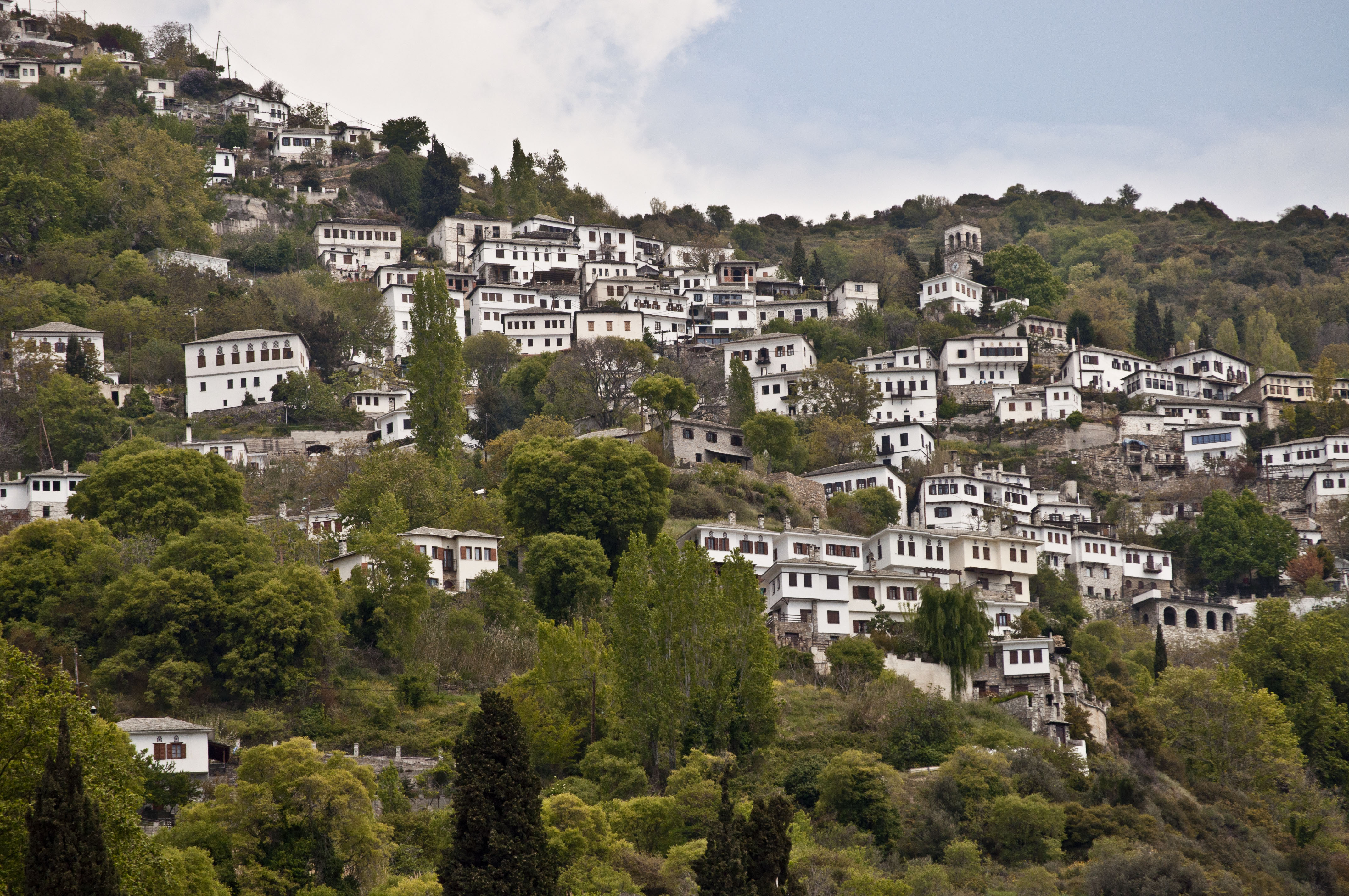
ピリオ山のバルコニーとも呼ばれるマクリニツァ（英語版）
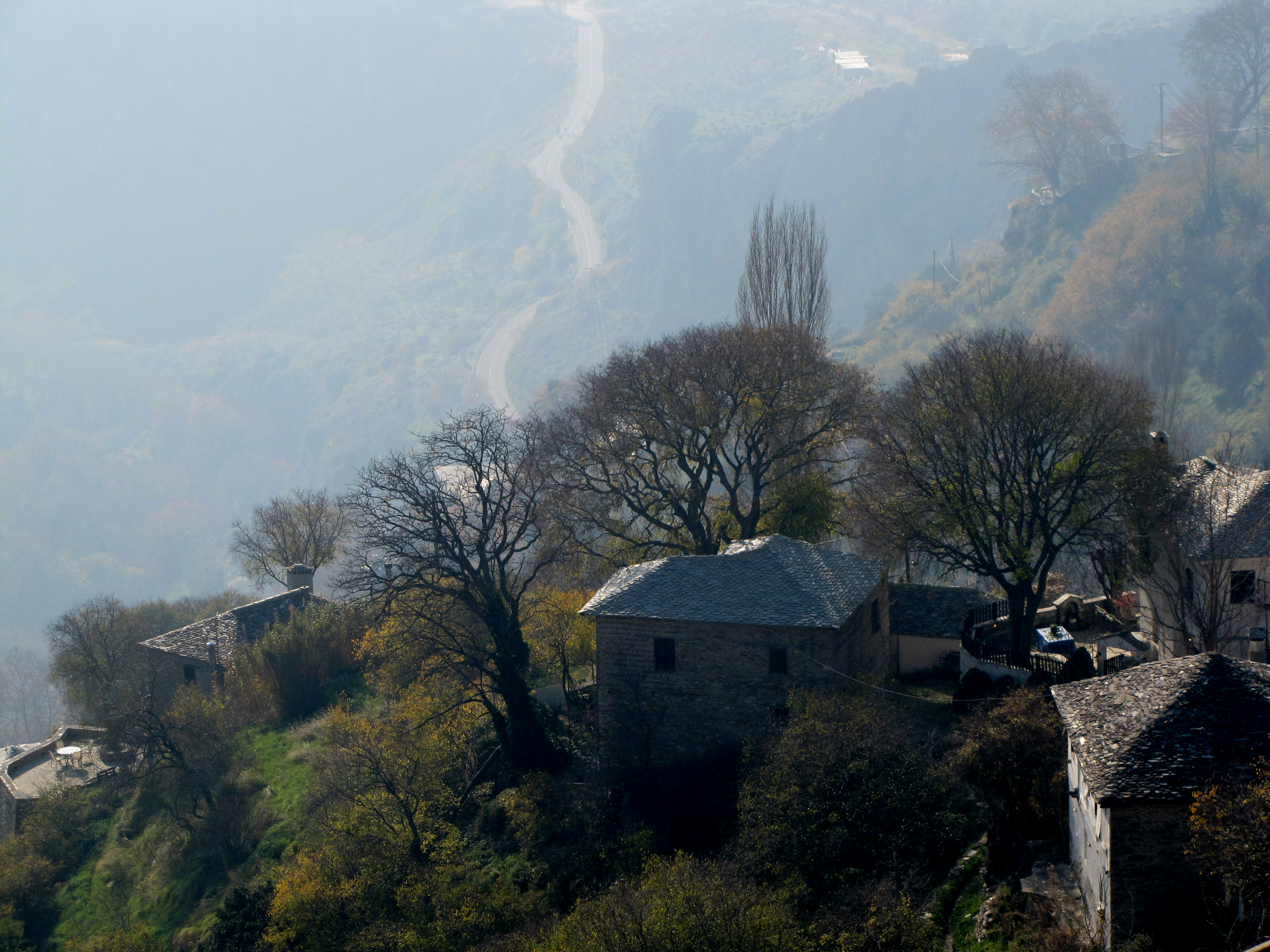
マクリニツァ
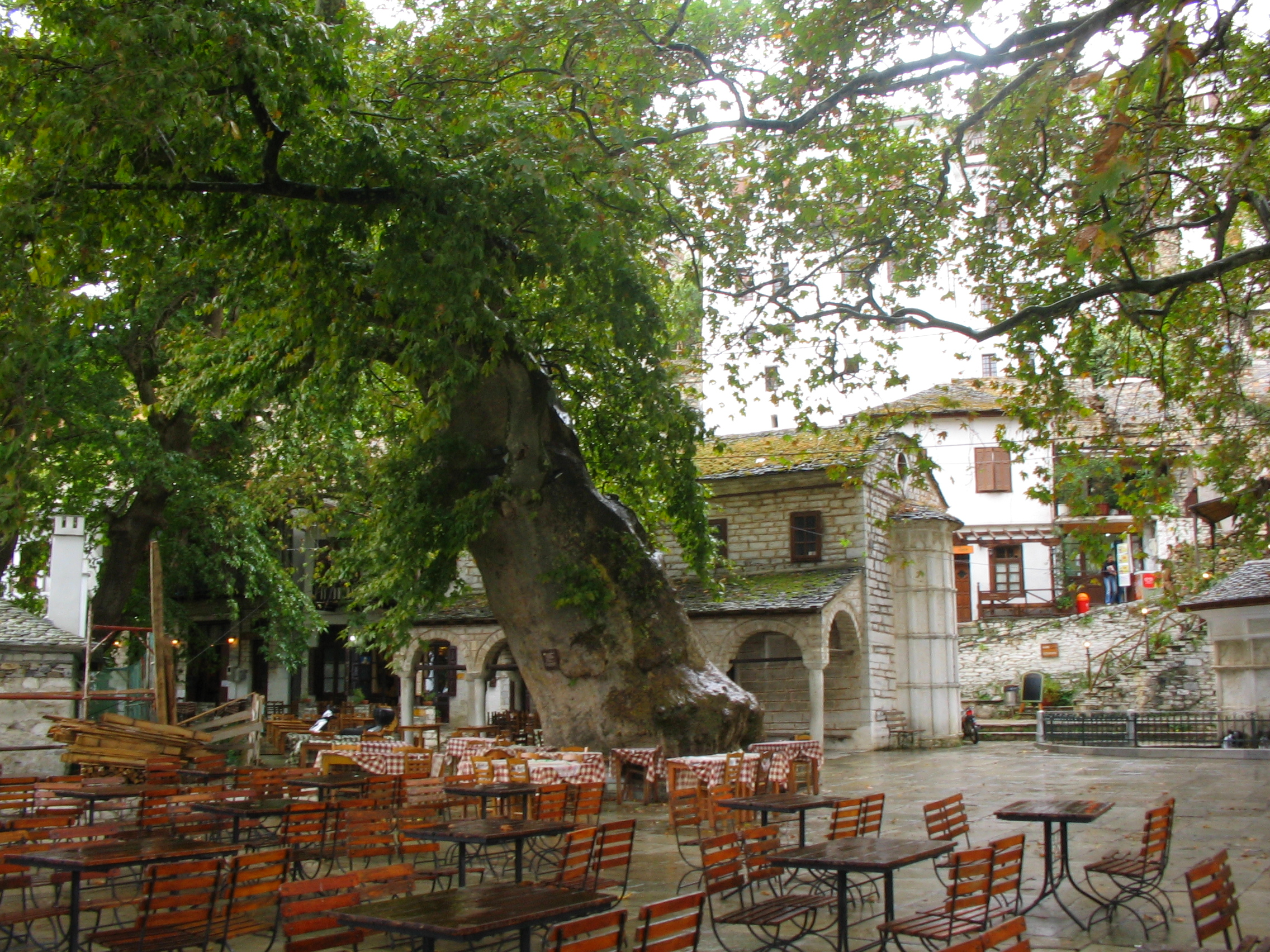
マクリニツァ
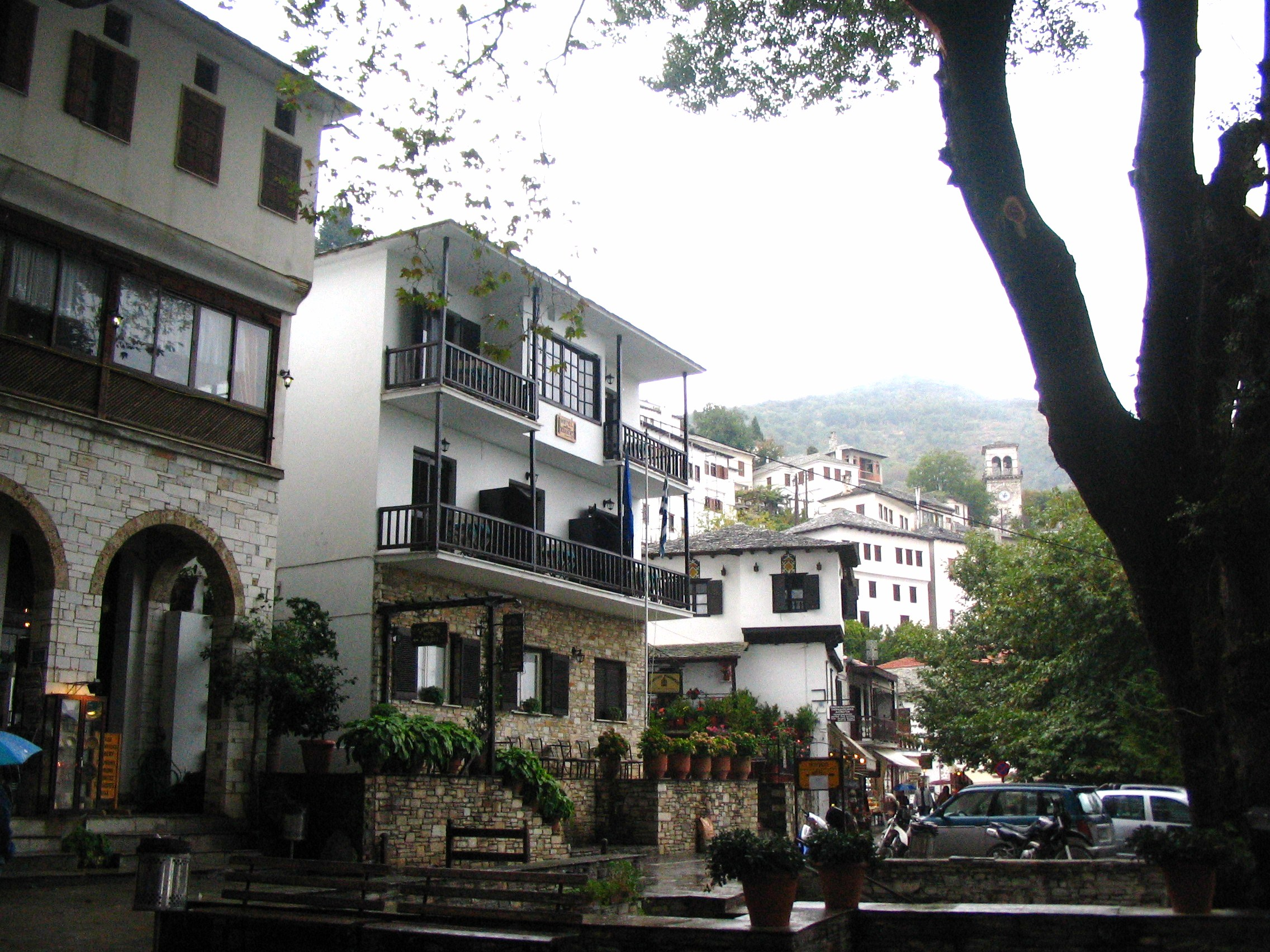
マクリニツァ
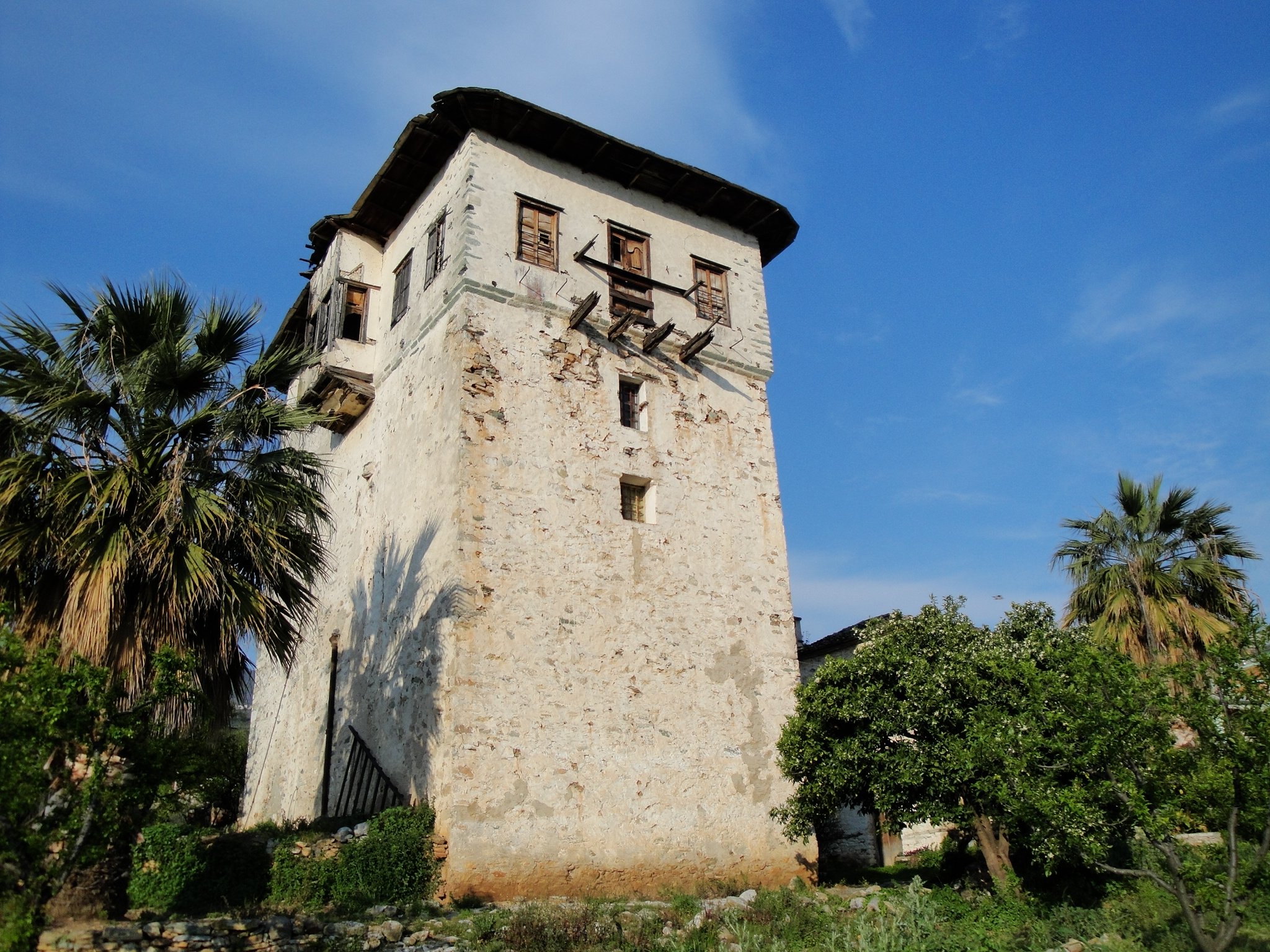
ピリオ地方の塔
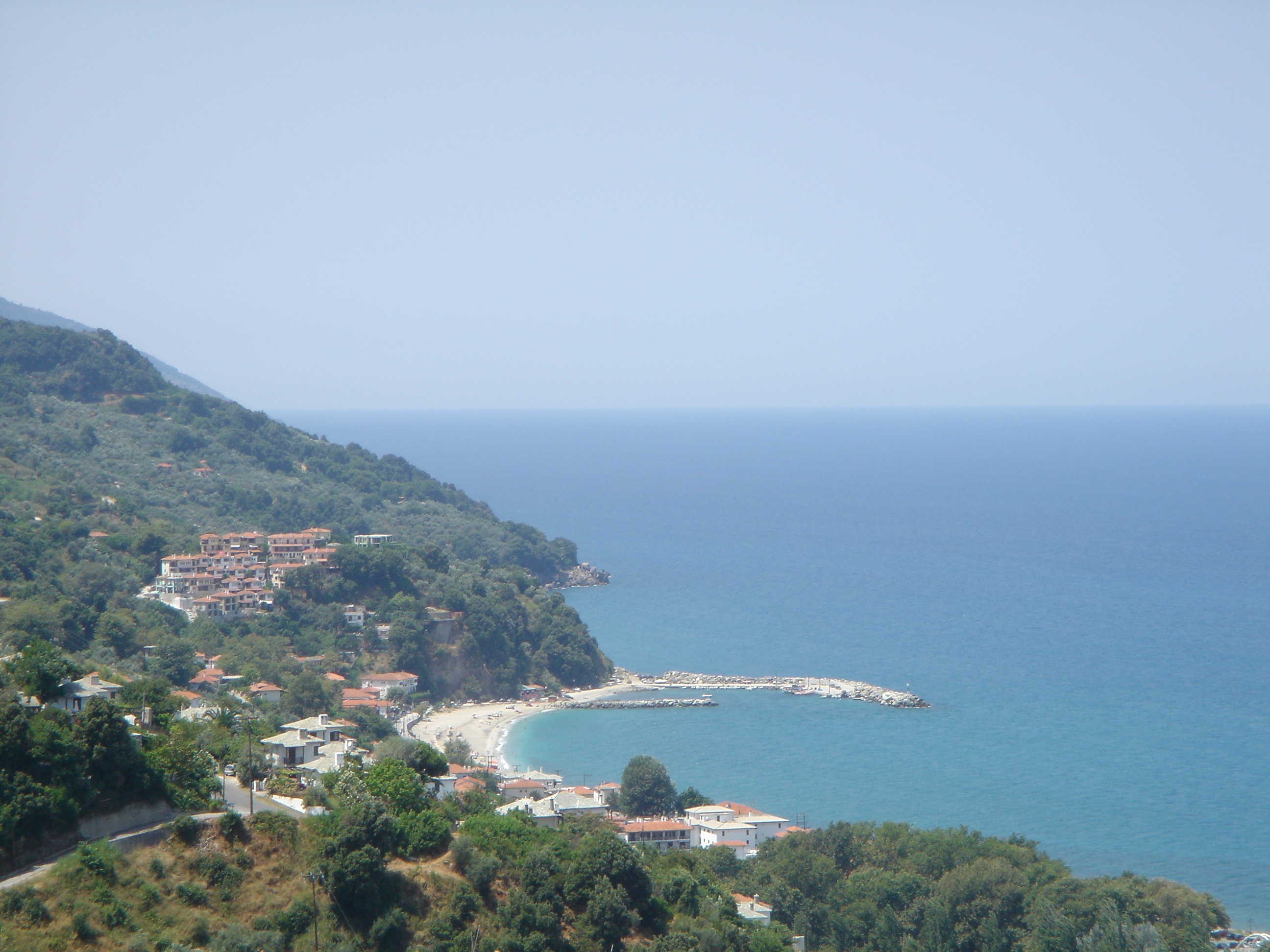
アギオス・イオアンニス（英語版）の浜辺
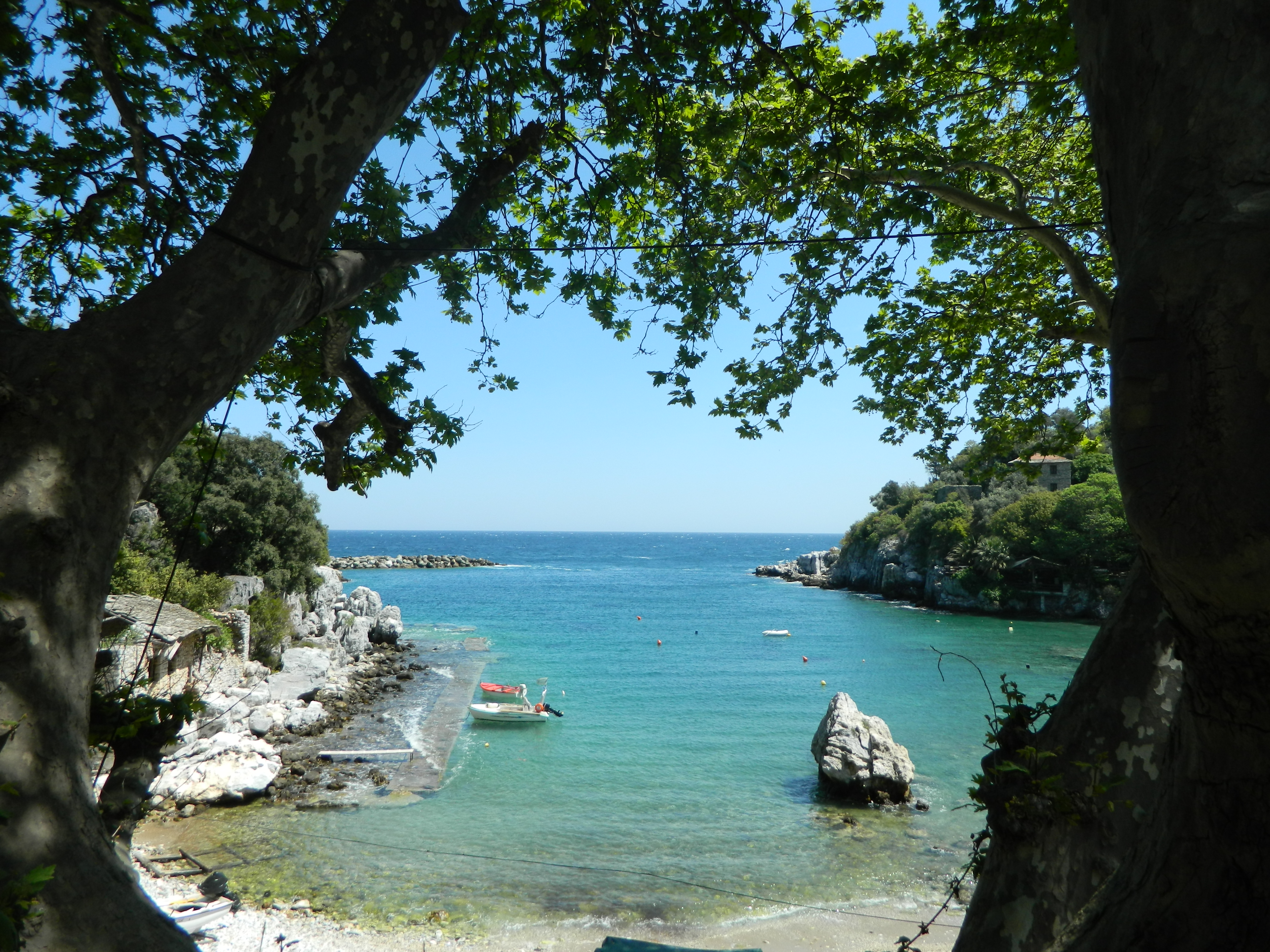
エーゲ海側のダモカリの海岸
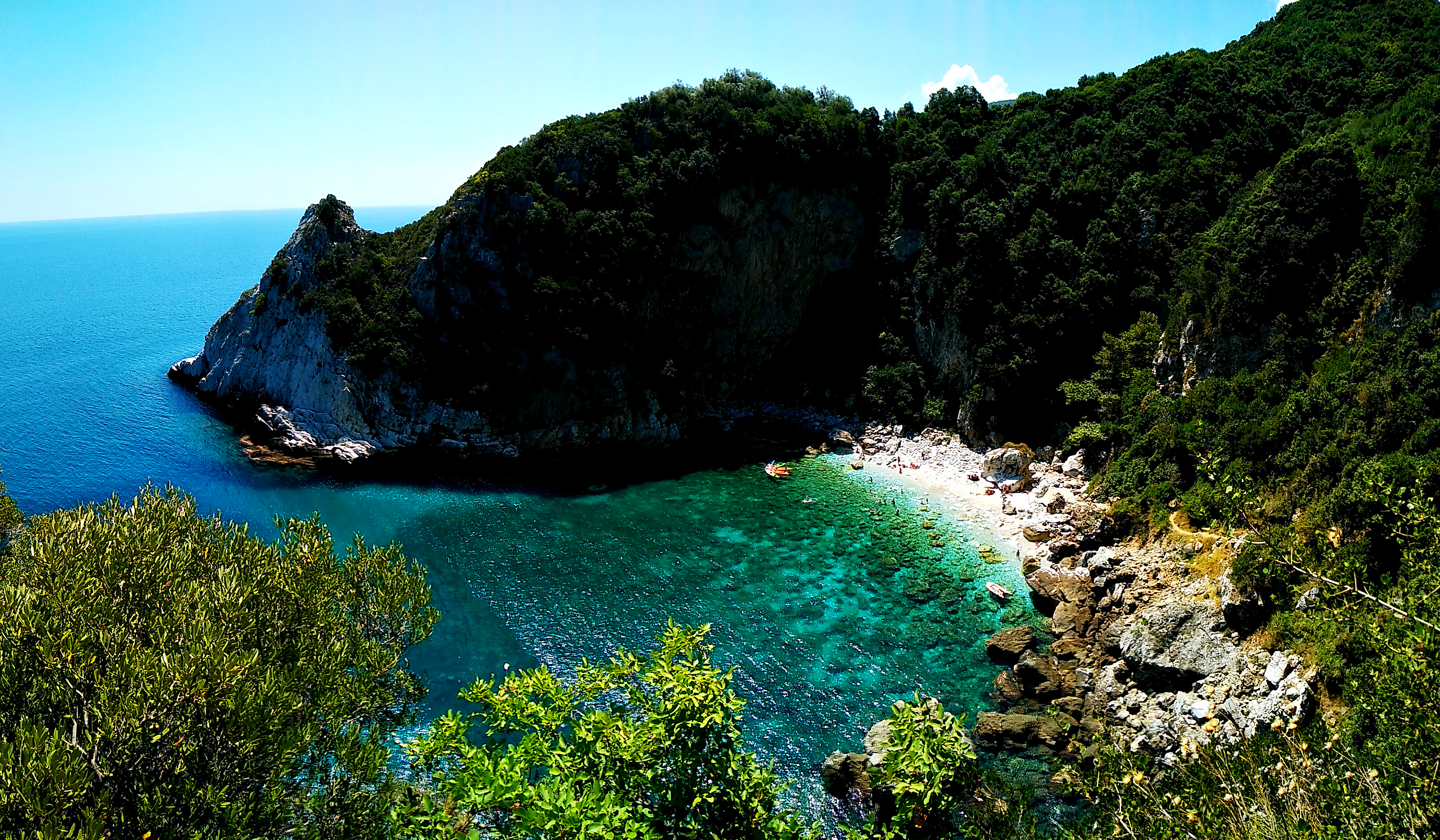
ファキストラの海岸
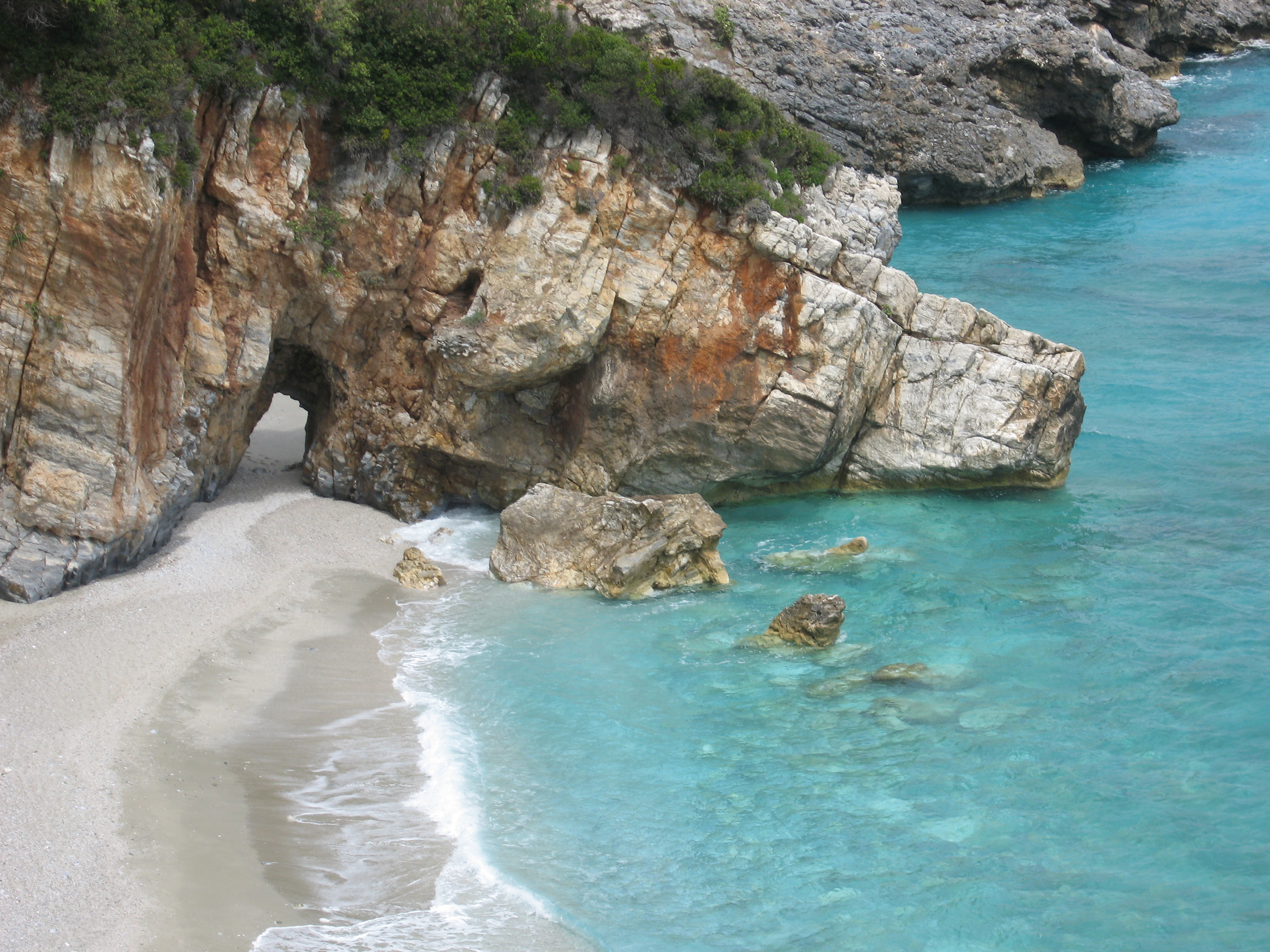
ミロポタモスの砂浜と岩穴
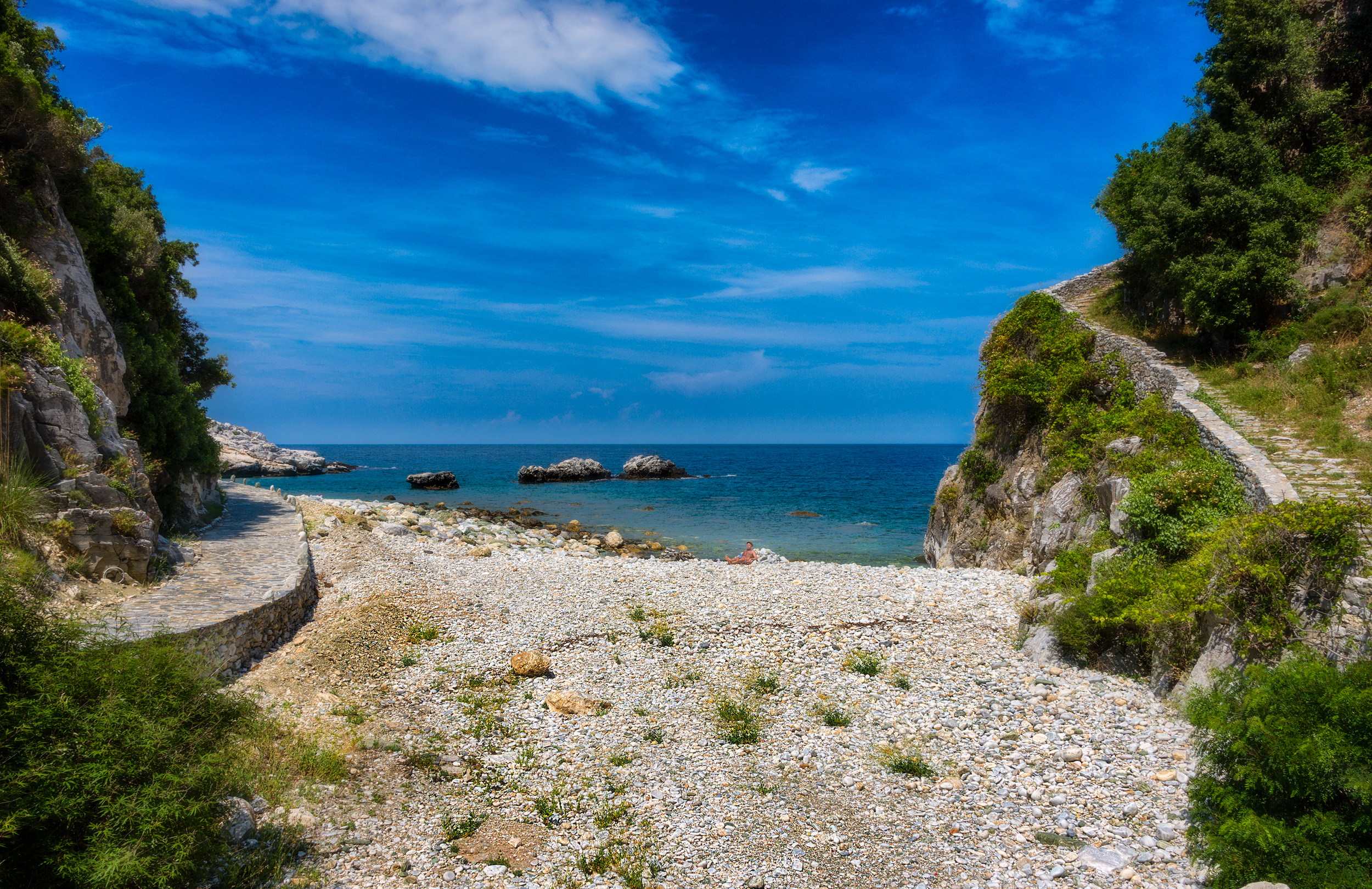
Νταμούχαρη の海岸
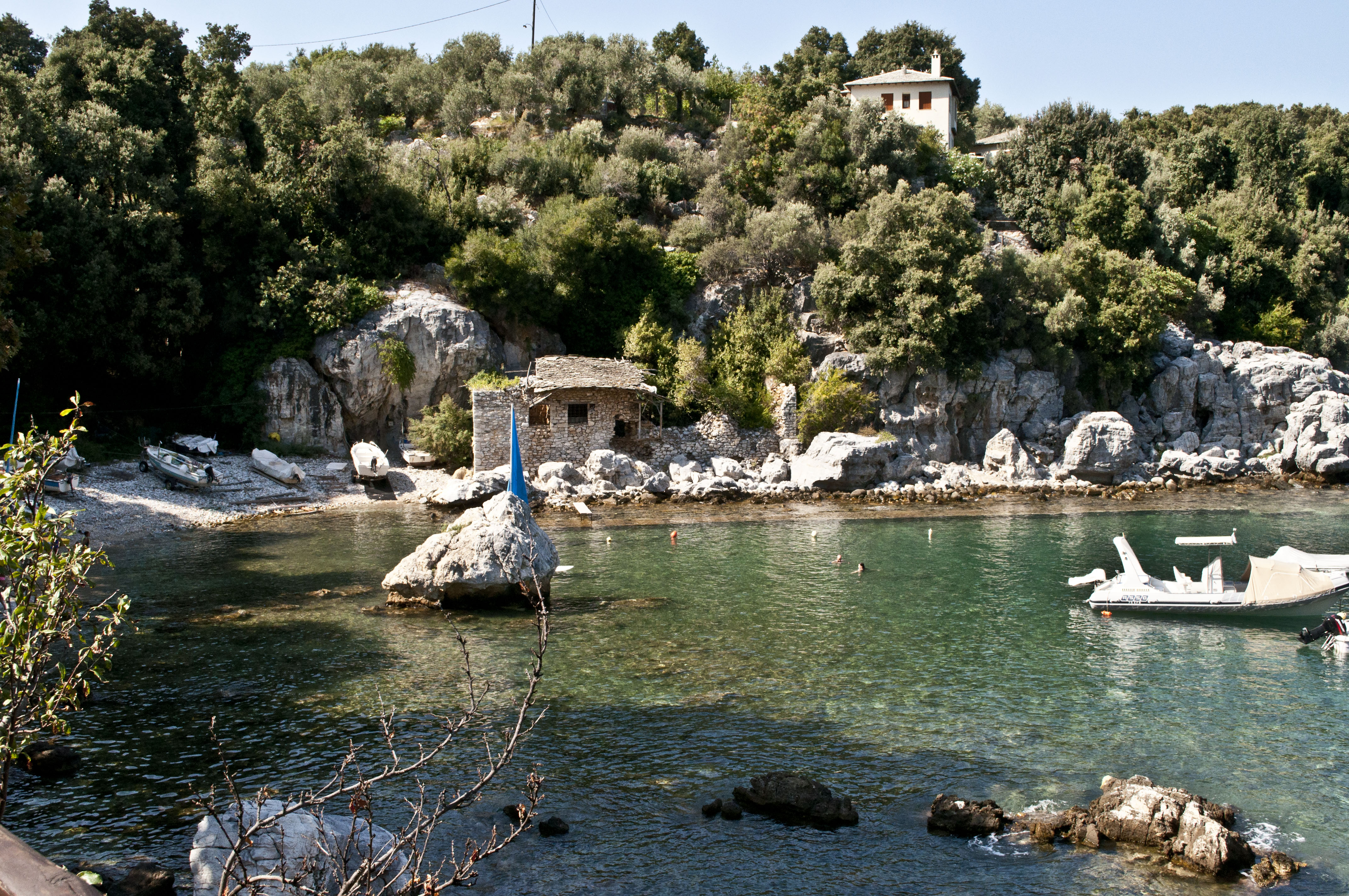
Νταμούχαρη の海岸
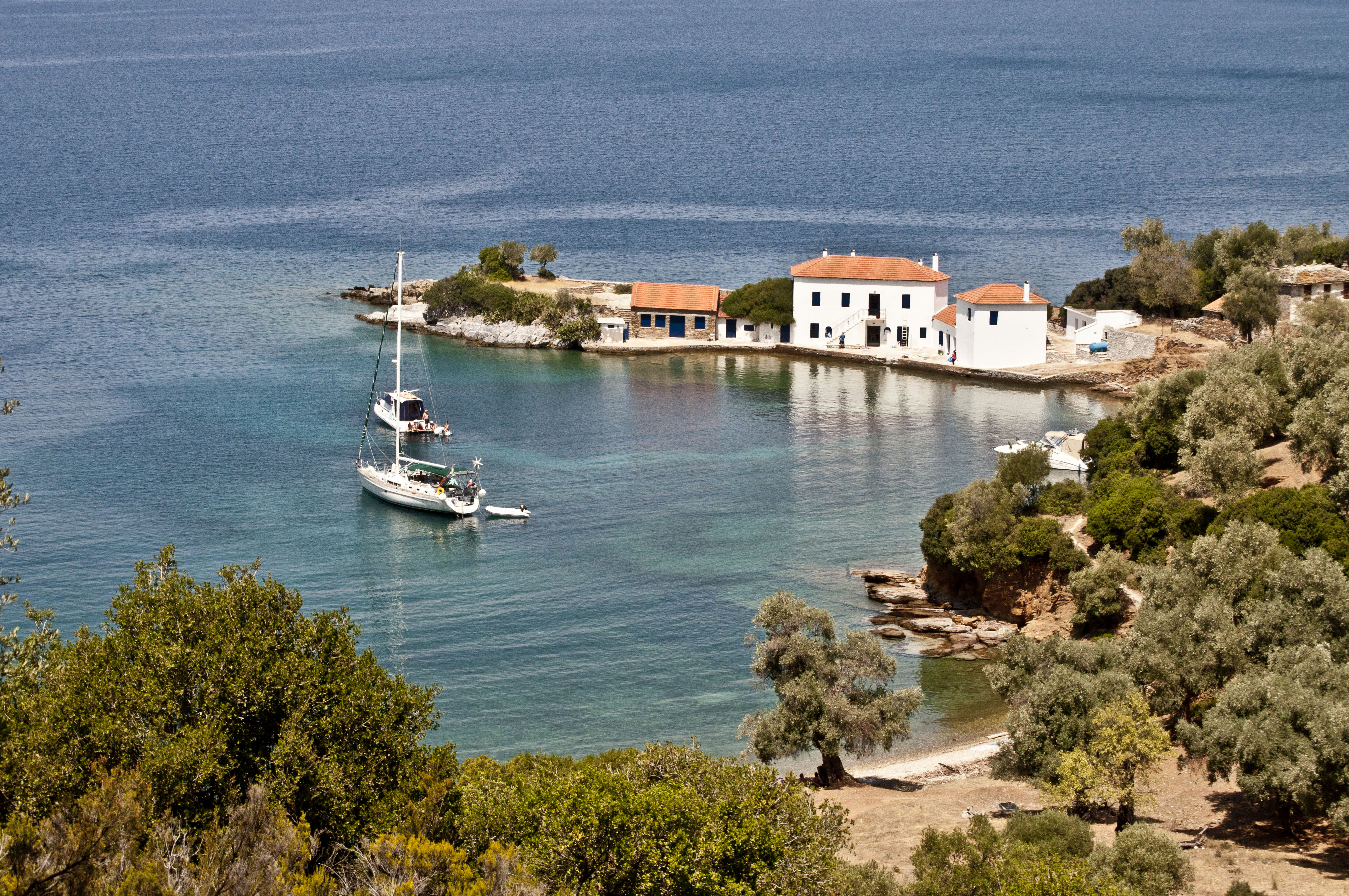
Τζάστενη の海岸
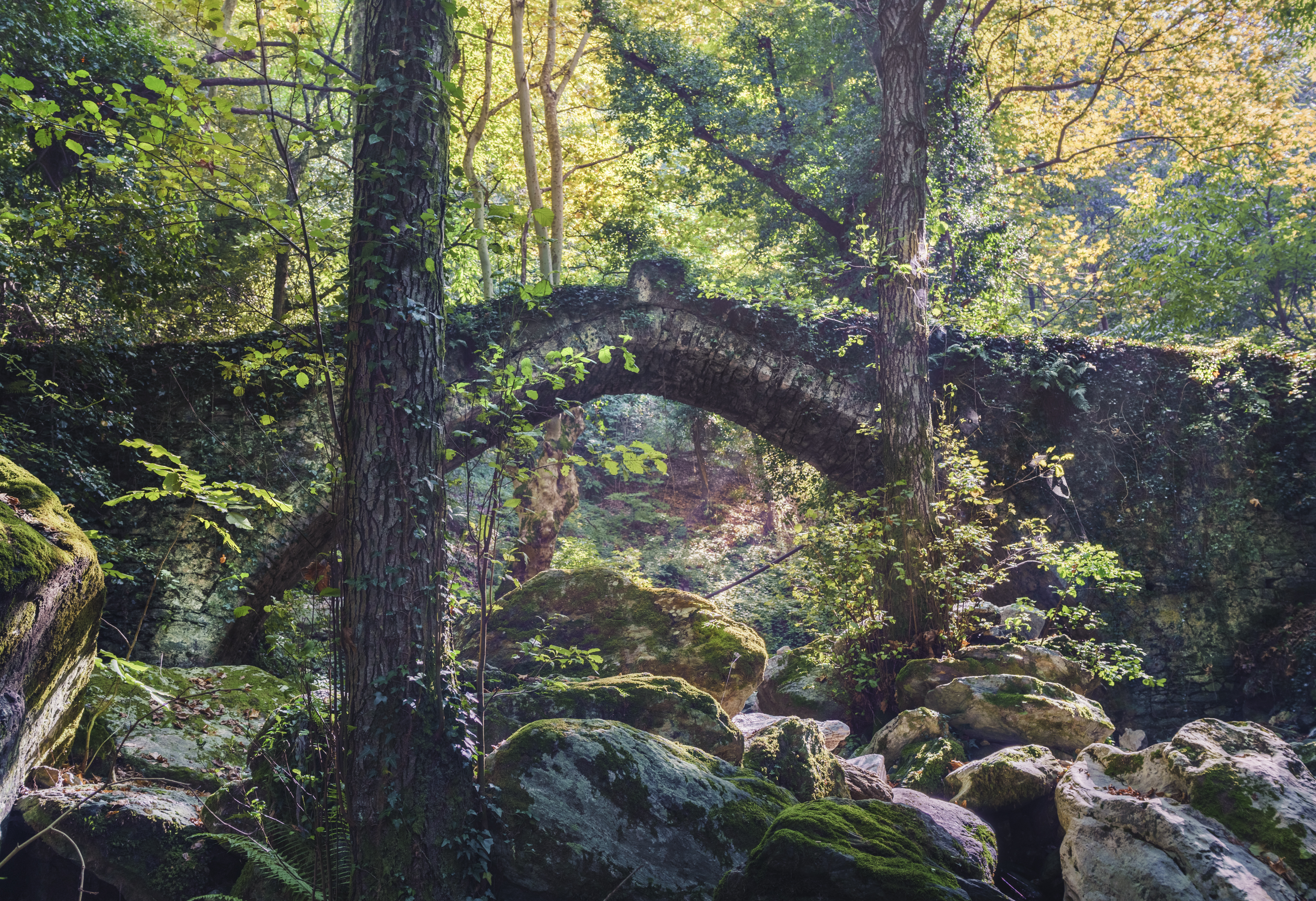
サゴラ＝ムレシ（英語版）の石橋
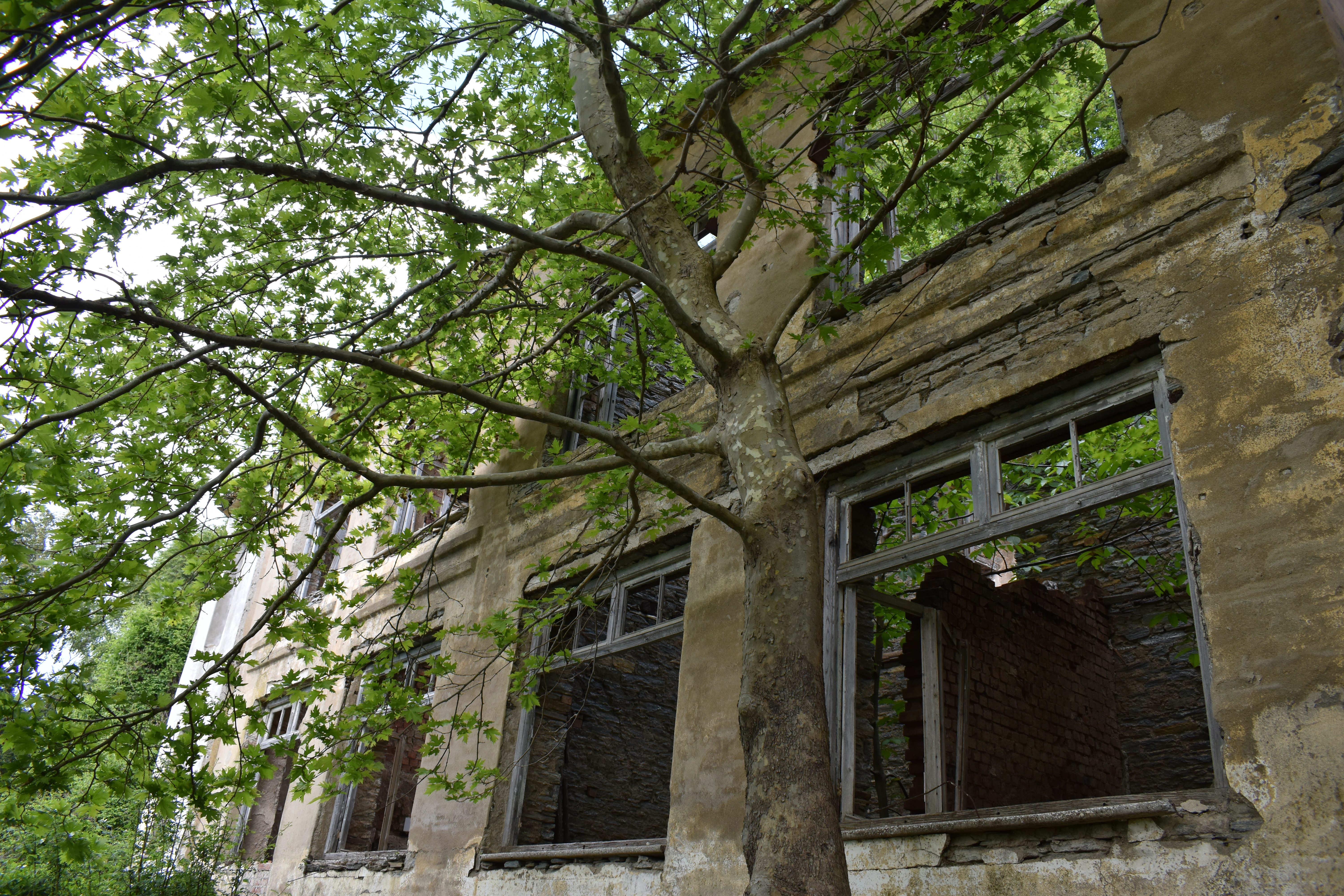
ゲオルギウス・カラマニス（Georgios Karamanis）が1907年にピリオ山に設立したギリシャ最初のサナトリウム。現在は廃墟となっている